# Era progresista

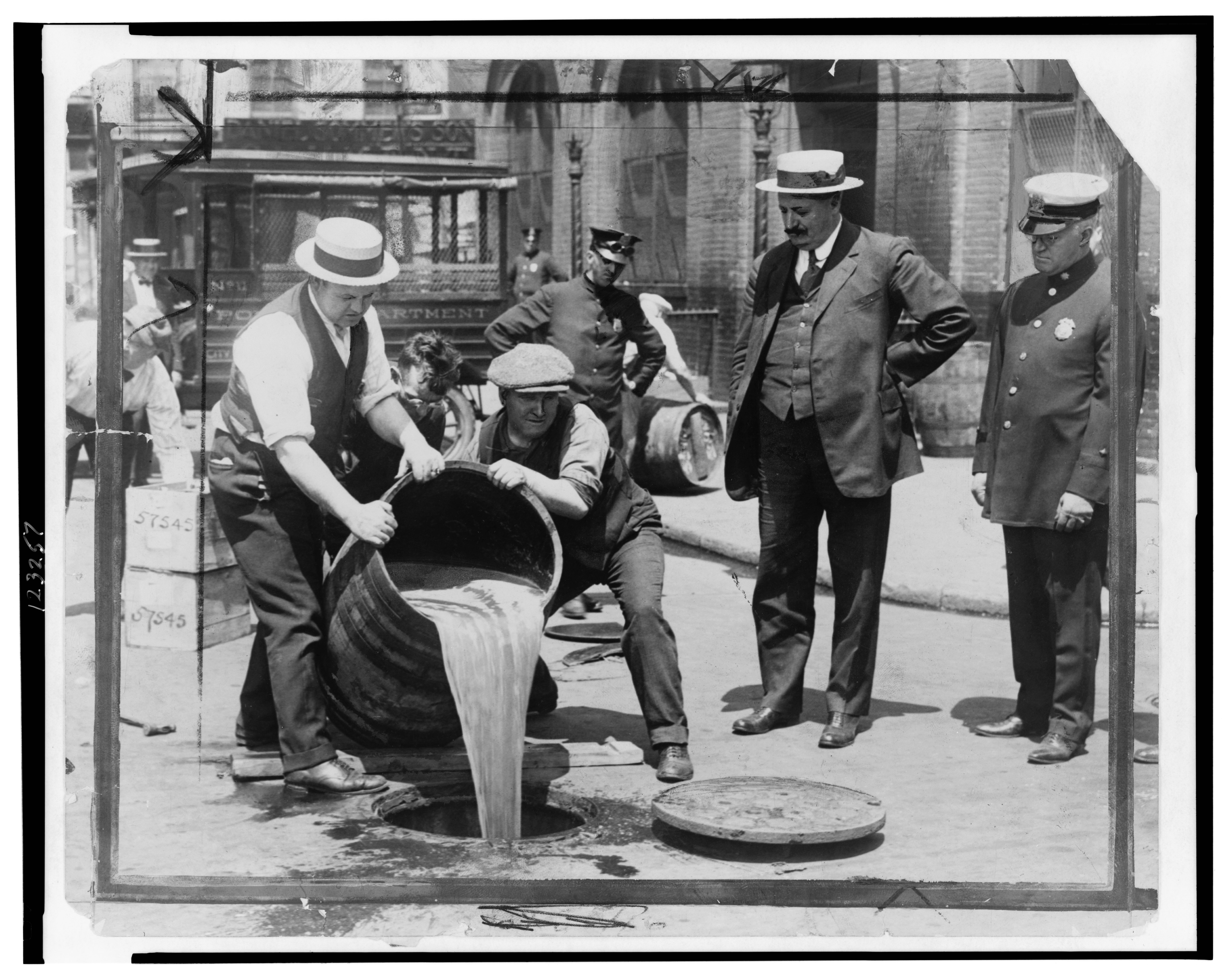
Destrucción de barriles de bebidas alcohólicas incautados. Nueva York, 1921

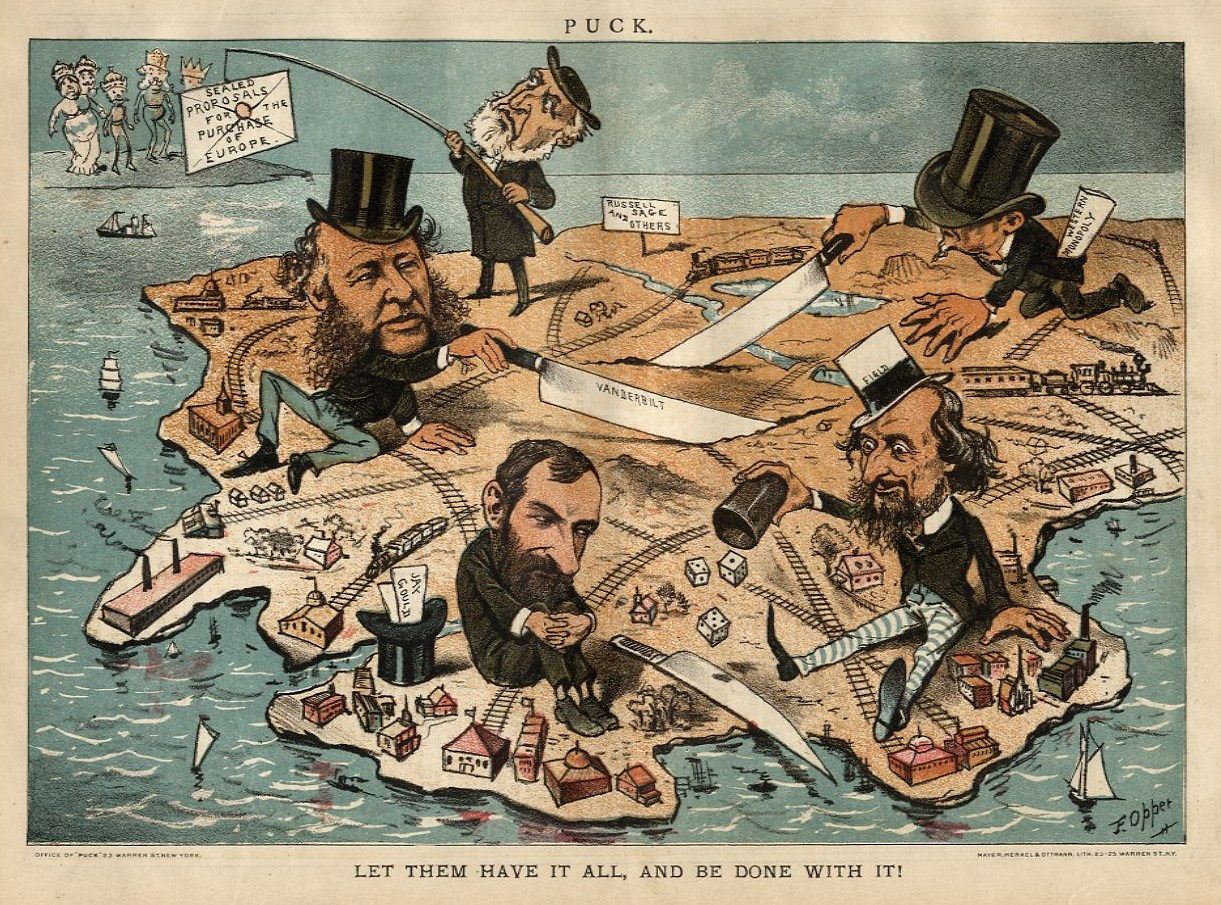
Los millonarios William Henry Vanderbilt, Jay Gould, Cyrus West Field y Russell Sage se reparten el pastel americano con sus monopolios (Puck, hacia 1885)

La era progresista fue un período de activismo social generalizado y de reforma política en todo Estados Unidos, que abarcó desde la década de 1890 hasta la década de 1920. Los principales objetivos del movimiento progresista eran eliminar los problemas causados por la industrialización, los procesos de urbanización, la inmigración y la corrupción política.
La Era Progresista de Estados Unidos donde la expansión económica produjo millones de nuevos empleos y por ende aumentó la producción y el consumo estadounidense (hubo un crecimiento económico explosivo, pues la producción total de la economía aumentó alrededor del 85%). La palabra “progresista” comenzó a usarse comúnmente como una forma de describir un movimiento político que esperaba generar un cambio significativo en la vida social y política estadounidense. La maduración de la economía de consumo dio lugar a desear un “salario digno” y un “nivel de vida estadounidense”, un nivel de vida decente.

## Visión general

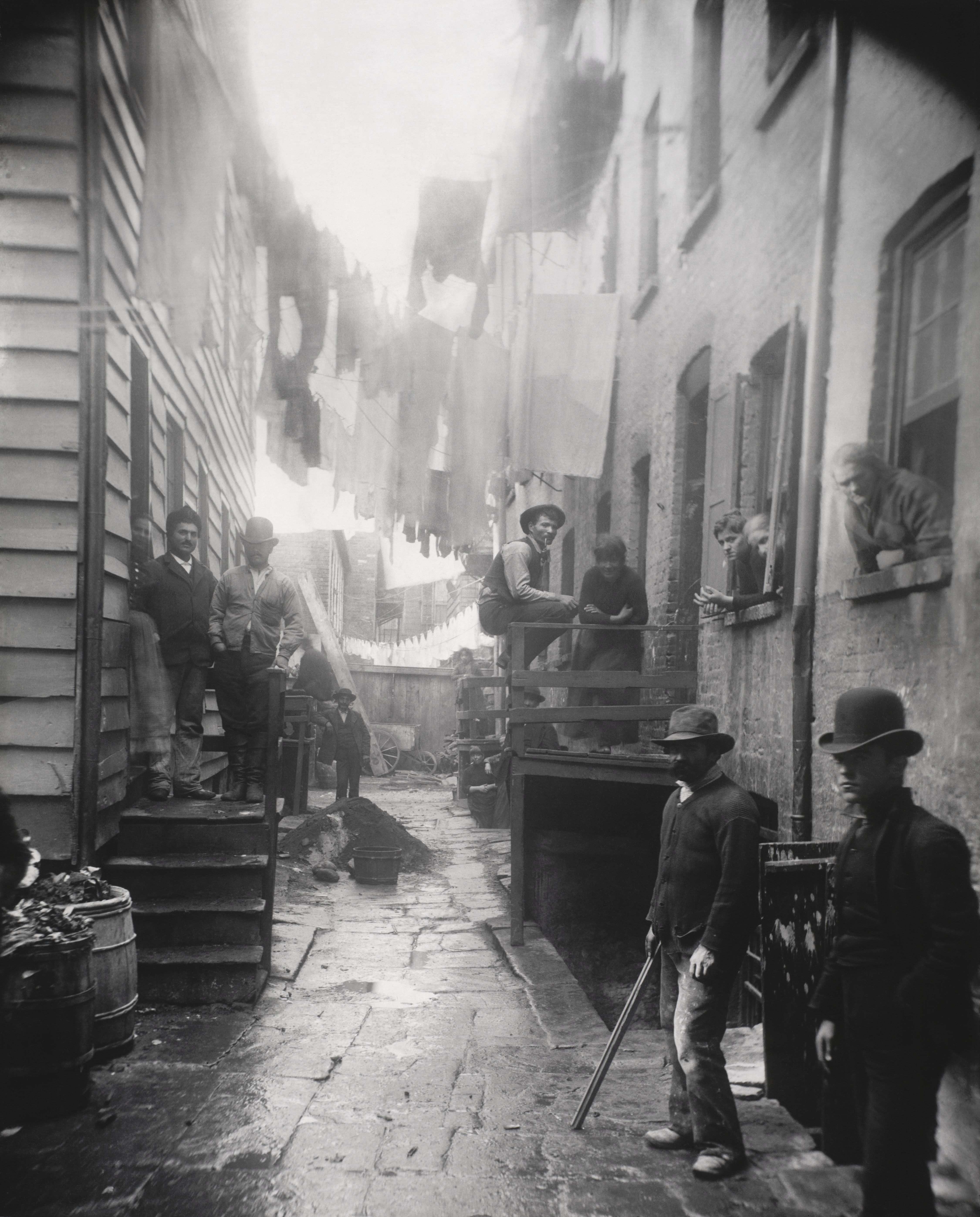
Bandit's Roost (El nido del bandido), fotografía de Jacob Riis sobre la miseria urbana, 1888

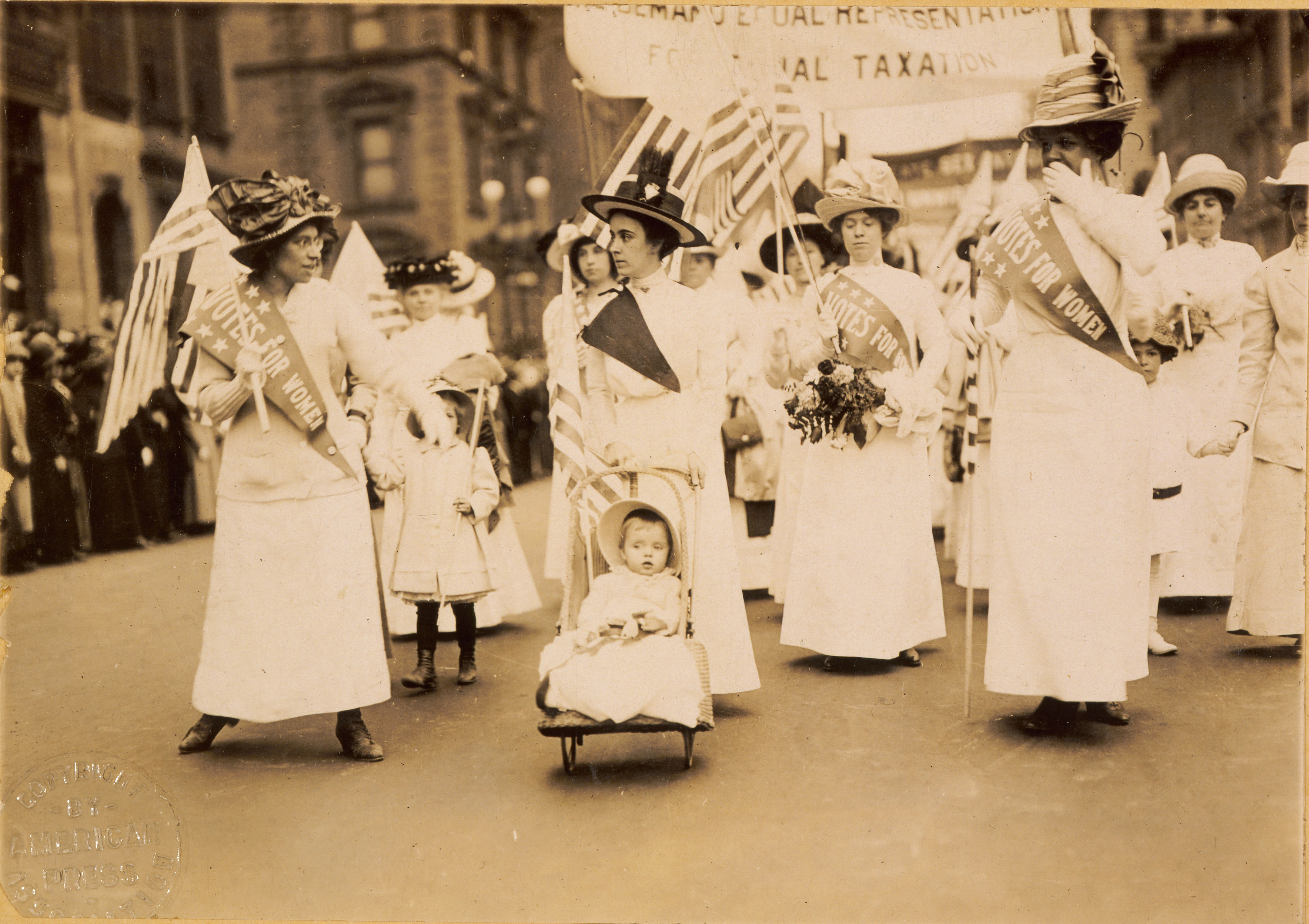
Manifestación por el sufragio femenino, Nueva York, 6 de mayo de 1912

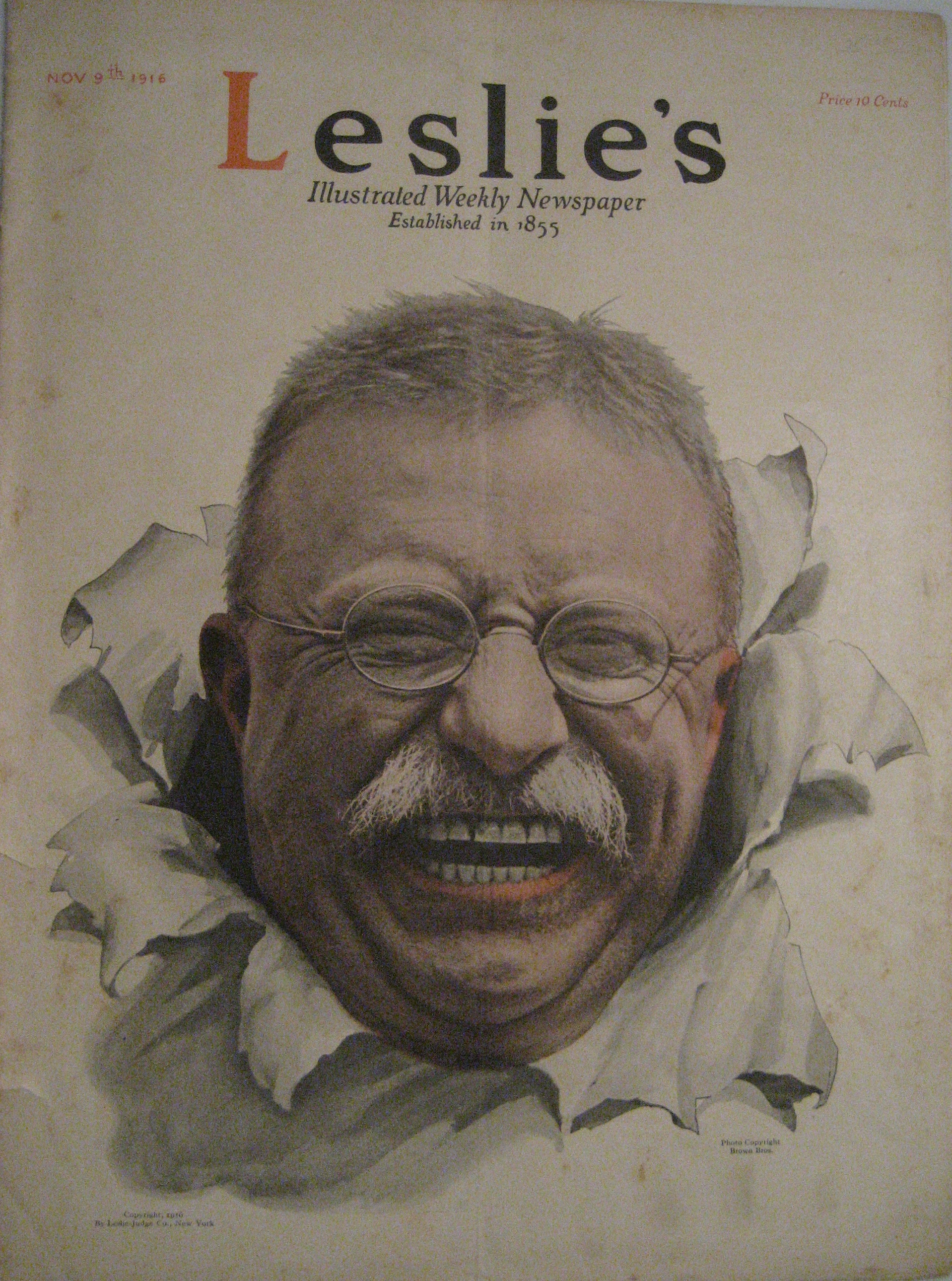
Theodore Roosevelt, una de las figuras clave de la era progresista. Portada de la revista Leslie's (1916)

El movimiento apuntó principalmente a la maquinaria política de los partidos y a sus jefes. Al eliminar a estos representantes corruptos de sus cargos, se establecería un medio adicional de democracia directa. También buscaron la regulación de los monopolios (ruptura de monopolios) y de las corporaciones a través de la legislación antitrust, que consideraron como una forma de promover la competencia igualitaria en beneficio de los competidores legítimos.
Muchos progresistas apoyaron la prohibición de consumir bebidas alcohólicas (conocida como "Ley Seca"), aparentemente para destruir el poder político de los jefes locales basados en los bares, aunque algunos también lo hicieron por motivos religiosos. Al mismo tiempo, se promovió el movimiento sufragista para atraer un voto femenino "más puro" al escenario político. Un tercer objetivo era construir un "movimiento de eficiencia" en cada sector que pudiera identificar viejas formas que necesitaban modernizarse, y aplicar soluciones científicas, médicas y de ingeniería. Una parte clave del movimiento de eficiencia fue el taylorismo. La clase media asumió la responsabilidad de impulsar la era progresista, y quedó estancada con todas las cargas que conllevaba esta reforma. En el libro de Michael McGerr "A Fierce Discontent" (Un descontento feroz), Jane Addams declaraba que creía en la necesidad de una "asociación" para cruzar las fronteras sociales de la América industrial.
Muchos activistas unieron esfuerzos para reformar el gobierno local, la educación pública, la medicina, las finanzas, los seguros, la industria, los ferrocarriles, las iglesias y muchas otras áreas. Los progresistas transformaron, profesionalizaron e hicieron "científicas" las ciencias sociales, especialmente la historia, la economía, y las ciencias políticas. En los campos académicos, la época del autor espontáneo dio paso al profesor de investigación que publicaba en las nuevas revistas e imprentas académicas. Los líderes políticos nacionales incluían a los republicanos Theodore Roosevelt, Robert M. La Follette y Charles Evans Hughes y los demócratas a William Jennings Bryan, Woodrow Wilson y Al Smith. Los líderes del movimiento también existían lejos de la política presidencial: Jane Addams, Grace Abbott, Edith Abbott y Sophonisba Breckinridge estaban entre los reformadores no gubernamentales más influyentes de la era progresista.
En sus orígenes, el movimiento operaba principalmente a nivel local, pero luego se expandió a niveles estatales y nacionales. Los progresistas obtuvieron el apoyo de la clase media, y entre sus partidarios figuraban muchos abogados, maestros, médicos, ministros y empresarios. Algunos progresistas apoyaron fuertemente los métodos científicos aplicados a la economía, al gobierno, la industria, las finanzas, la medicina, la educación, la teología, la educación e incluso a la familia. Siguieron de cerca los avances en curso en aquel momento que se desarrollaban en Europa Occidental y adoptaron numerosas políticas, como una gran transformación del sistema bancario al crear el Sistema de la Reserva Federal en 1913 y la llegada de las cooperativas de crédito en los Estados Unidos con la fundación de la primera cooperativa de ahorro y crédito en 1908. Los reformistas sintieron que las formas anticuadas significaban ineficiencia y un desperdicio de recursos, y buscaron con ahínco el "mejor sistema".

## Reforma gubernamental

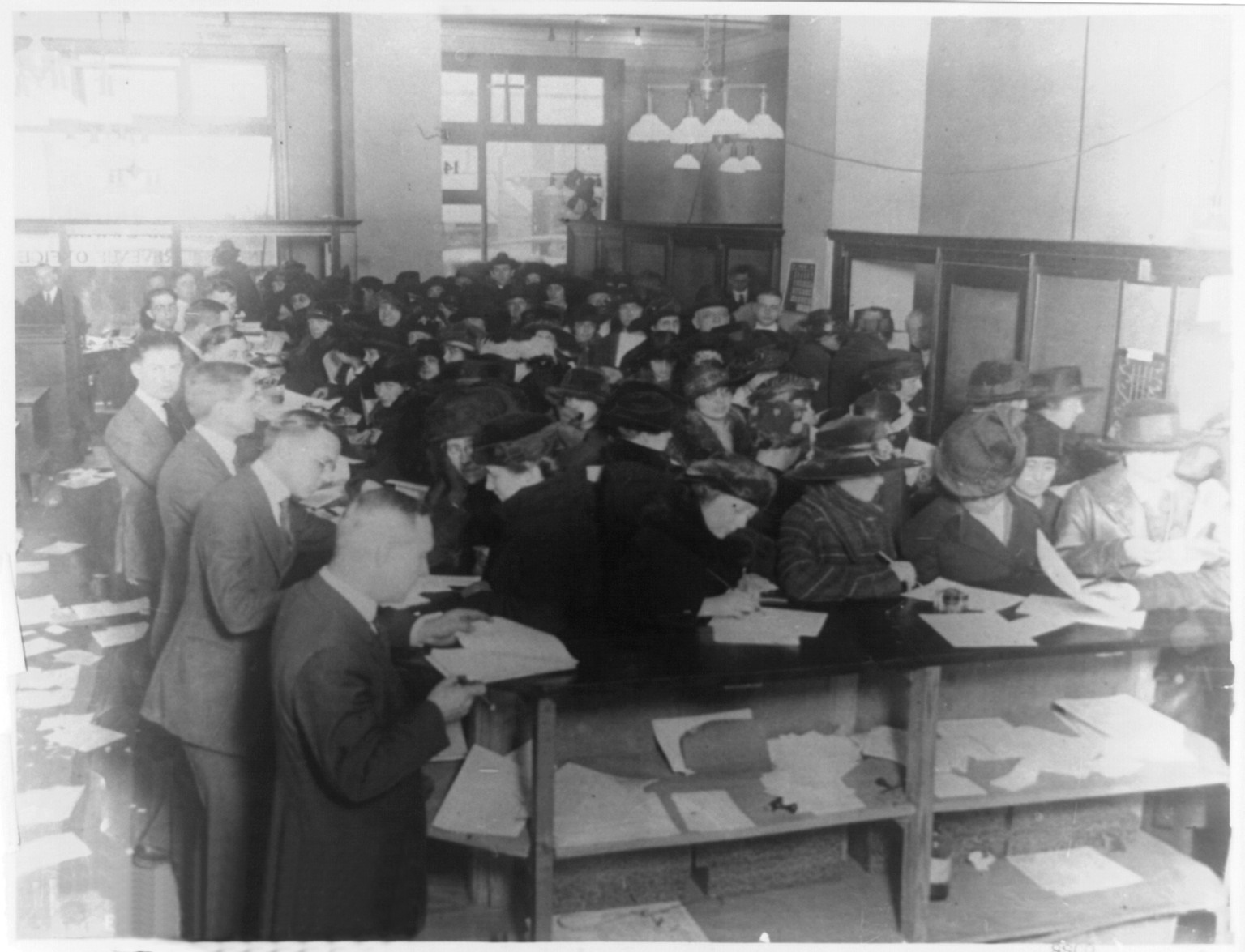
1920: «Nadie los para». «¿A quiénes?» «¡A los impuestos, por supuesto!»

Perturbados por el desperdicio, la ineficiencia, la terquedad, la corrupción y las injusticias de la edad dorada, los progresistas se comprometieron a cambiar y reformar todos los aspectos del estado, la sociedad y la economía. Los cambios significativos impulsados a nivel nacional incluyeron la imposición de un impuesto sobre la renta con la Decimosexta Enmienda, la elección directa de los Senadores con la Seventeenth Amendment, el Ley seca con el Decimoctava Enmienda, las reformas electorales para detener la corrupción y el fraude y el sufragio femenino a través de la Decimonovena Enmienda de la Constitución de los Estados Unidos.
Un objetivo principal del movimiento de la era progresista consistió en eliminar la corrupción dentro del gobierno. También se centraron en la familia, la educación y muchos otros aspectos importantes que todavía se aplican hoy en día. Los líderes políticos más importantes durante este tiempo fueron Theodore Roosevelt, Robert M. La Follette Sr., Charles Evans Hughes y Herbert Hoover. Algunos líderes democráticos incluyen a William Jennings Bryan, Woodrow Wilson y Al Smith.
Este movimiento apuntó a las regulaciones de enormes monopolios y corporaciones, lo que se promovió a través de leyes antimonopolio para facilitar la competencia equitativa entre todas las empresas. Esto se hizo a través de la Ley Sherman de 1890, la Ley Clayton de 1914 y la Ley de la Comisión Federal de Comercio de 1914.

## La teoría de la clase media

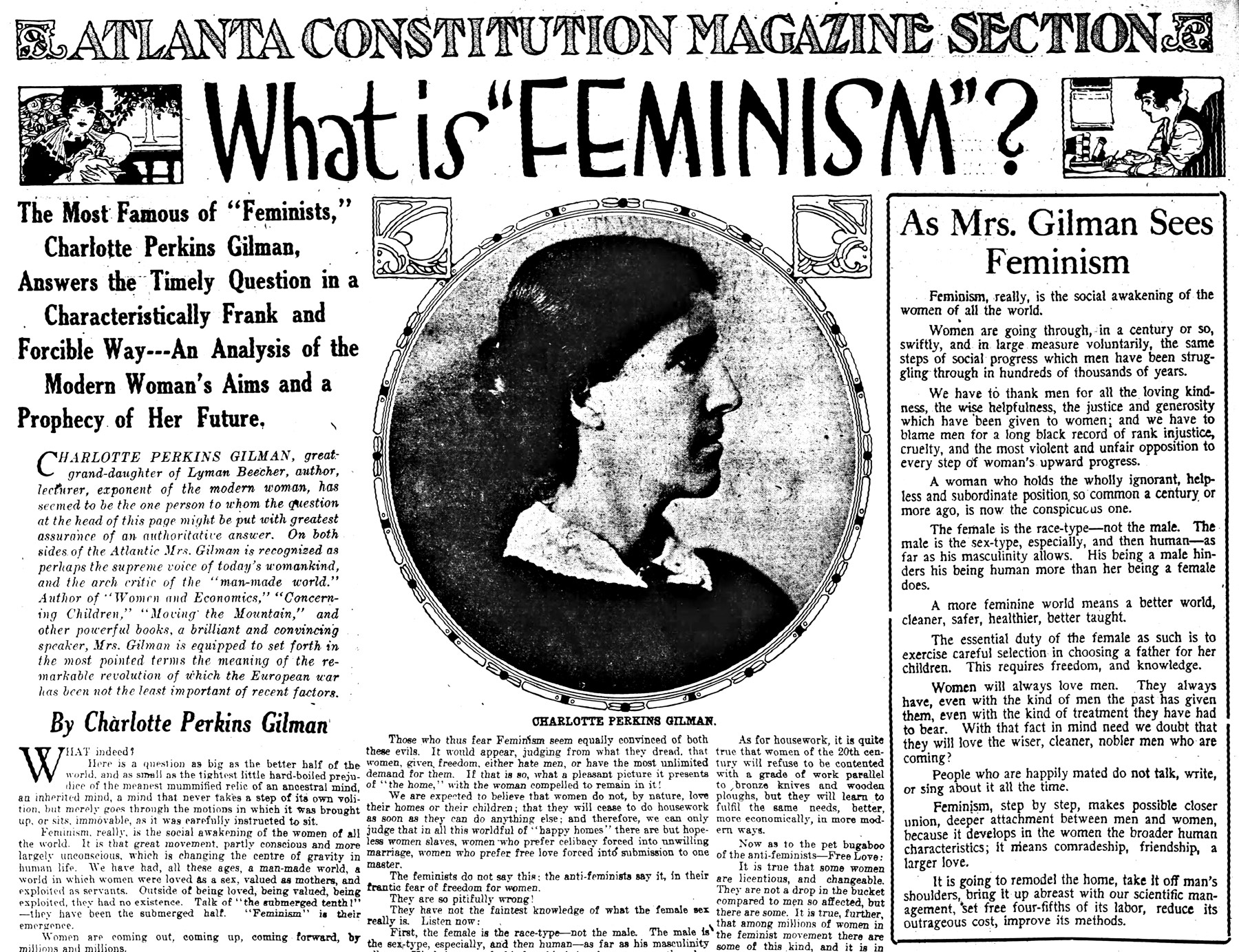
Charlotte Perkins Gilman (en la imagen) escribió estos artículos sobre feminismo para el Atlanta Constitution. Publicado el 10 de diciembre de 1916

Un grupo distintivo de la era progresista, la clase media, se convirtió en la fuerza impulsora detrás de gran parte del pensamiento y la reforma que tuvo lugar por entonces. Con un creciente desdén por la clase alta y la aristocracia de la época, la clase media se caracterizaba por su rechazo de la filosofía individualista de los upper ten thousand (en referencia a una popular alusión a los diez mil mayores millonarios residentes en Nueva York).
Tenían un interés cada vez mayor en la comunicación entre las clases y el papel de las mismas, diferenciando entre los que generalmente eran conocidos como la clase alta, la clase trabajadora, los agricultores y ellos mismos, y buscaron definir estos términos. En este sentido,  Jane Addams, la fundadora de la Hull House (una asociación de ayuda a inmigrantes), acuñó el término "asociación" como una suma de individualidades, haciendo una referencia a la búsqueda de una relación entre las clases. Además, la clase media (sobre todo las mujeres) comenzó a alejarse de los valores domésticos anteriores de la época victoriana. Las tasas de divorcio aumentaron a medida que las mujeres preferían buscar educación y liberarse del hogar. El victorianismo dio paso al surgimiento de los progresistas.

## Periodismo de investigación: exponiendo la corrupción

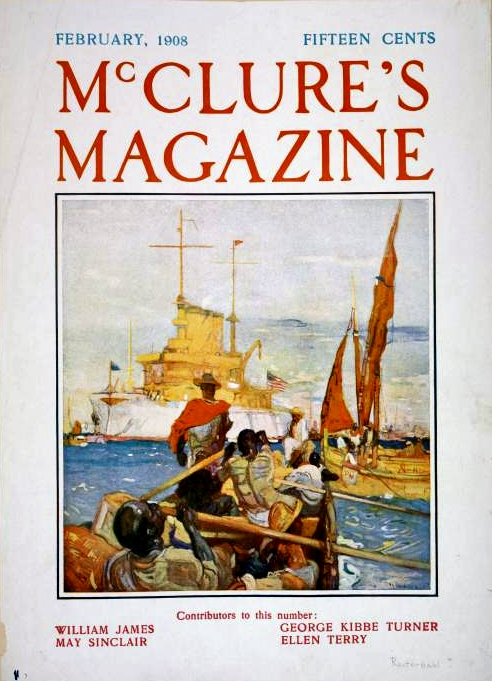
McClure's Magazine (febrero de 1908)

Las revistas experimentaron un aumento en la popularidad en 1900, con algunas circulaciones que alcanzaron los cientos de miles de suscriptores. En el comienzo de la era de los medios de comunicación de masas, la rápida expansión de la publicidad nacional llevó a que el precio de las revistas populares cayera bruscamente a cerca de 10 centavos, disminuyendo la barrera financiera para su consumo. Otro factor que contribuyó a al espectacular incremento de la circulación de las revistas fue la destacada cobertura de la corrupción en la política, en el gobierno local y en las grandes empresas, especialmente por periodistas y escritores que fueron calificados de "muckrakers". Escribieron para revistas populares, exponiendo las deficiencias y vicios sociales y políticos. Confiando en su propio periodismo de investigación, estos reporteros trabajaron a menudo para exponer los males sociales y corporativos y la corrupción política.
Las revistas de periodismo de investigación, en particular McClure's Magazine, pusieron su mirada sobre los turbios manejos de los monopolios corporativos y de la maquinaria de los partidos políticos, al mismo tiempo que aumentaban la conciencia pública sobre la pobreza urbana crónica, las condiciones de trabajo inseguras y los problemas sociales, como la explotación infantil. La mayoría de estos periodistas escribieron reportajes reflejando hechos reales, pero los relatos dramatizados a menudo también tenían una gran impacto, como los de Upton Sinclair. En su novela La Jungla de 1906, Sinclair expuso las prácticas insalubres e inhumanas de la industria de envasado de carne. Bromeó al respecto con la frase siguiente: «Apunté al corazón del público y, por accidente, lo golpeé en el estómago». La presión de los lectores del relato consiguió que se aprobara la Ley de Pureza de Alimentos y Medicamentos.
Los periodistas que se especializaron en exponer el despilfarro, la corrupción y el escándalo operaron a nivel estatal y local, como Ray Stannard Baker, George Creel y Brand Whitlock. Otros, como Lincoln Steffens, expusieron la corrupción política en muchas grandes ciudades; Ida Tarbell es famosa por sus críticas a la Standard Oil de John D. Rockefeller. En 1906, David Graham Phillips desencadenó una acusación de corrupción en el Senado de los Estados Unidos. Roosevelt fue quien le dio a estos periodistas su apodo de "muckrakers", cuando se quejó de que «no estaban ayudando a "rascar todo el lodo"».

## Modernización
Los progresistas eran ávidos modernizadores, con una firme creencia en la tecnología y la ciencia como la gran solución a los fallos de la sociedad. Consideraron que la educación es la clave para cerrar la brecha entre la sociedad derrochadora de su tiempo y la futura sociedad tecnológicamente ilustrada. Las características del progresismo incluían una actitud favorable hacia la sociedad urbano-industrial, y una serie de creencias, como la capacidad de la humanidad para mejorar el medio ambiente y las condiciones de vida; la obligación de intervenir en los asuntos económicos y sociales; la capacidad de los expertos; y la eficiencia de la intervención gubernamental. La gestión científica, promulgada por Frederick Winslow Taylor, se convirtió en una consigna para la eficiencia industrial y la eliminación de desechos, con el cronómetro como su símbolo.

## Mujeres

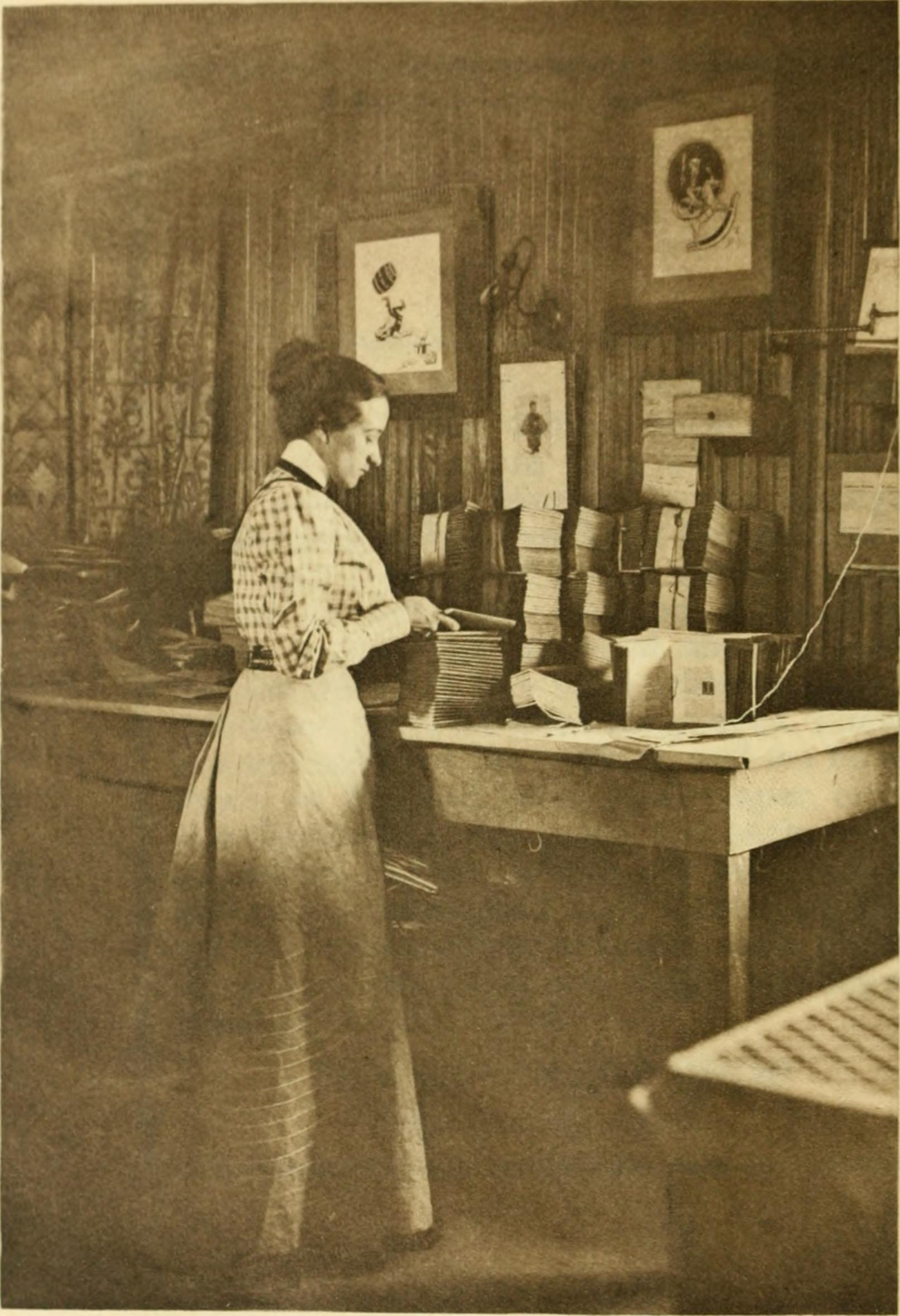
Trabajadora de una librería

Operadoras telefónicas (1922)

En toda la nación, las mujeres de clase media se organizaron en nombre de la reforma social durante la era progresista. Las mujeres fueron capaces de impulsar reformas como la prohibición del alcohol, el sufragio femenino, el cuidado de los niños y la salud pública.
Formaron clubes locales, que después de 1890 fueron coordinados por el General Federation of Women's Clubs (GFWC). La historiadora Paige Meltzer coloca al GFWC en el contexto del movimiento progresista, argumentando que sus políticas:

...construidas sobre las estrategias de la era progresista de la limpieza municipal. Durante la era progresista, las activistas femeninas utilizaron las construcciones tradicionales de la condición de mujer, que imaginaban a todas las mujeres como madres y amas de casa, para justificar su entrada en los asuntos de la comunidad: como amas de llaves municipales, limpiarían la política, las ciudades y velarían por la salud y la ausencia de violencia y el bienestar de sus vecinos. Poniéndose el manto de la maternidad, las activistas femeninas investigaron metódicamente las necesidades de su comunidad y utilizaron su experiencia "materna" para ejercer presión, crear y asegurar un lugar para ellas mismas en una nueva burocracia de bienestar estatal, mejor ilustrada tal vez por Julia Lathrop, destacada dirigente de la Oficina de los Niños de los Estados Unidos. Como parte de esta tradición de activismo materno, la Federación General apoyó una gran variedad de causas en la era progresista, incluyendo la administración de alimentos y medicinas, la atención de la salud pública para madres e hijos, o la prohibición del trabajo infantil. Cada una de estas causas tenía como objetivo el estado para contribuir a implantar su visión de la justicia social.

Las mujeres durante la era progresista a menudo eran infelices y no disfrutaban de sus relaciones sexuales matrimoniales. Las mujeres de clase media conocidas por suscitar cambios, específicamente en ciudades como la ciudad de Nueva York, cuestionaron el planteamiento del matrimonio y de la sexualidad. Tras la era victoriana, las mujeres ansiaban más libertad sexual después de la represión de la etapa anterior. Las citas se convirtieron en una nueva forma de relación durante la era progresista e introduciendo en los Estados Unidos una forma más romántica de ver el matrimonio y las relaciones personales. Dentro de muchos compromisos y matrimonios, ambas partes intercambiarían notas de amor como una manera de expresar sus sentimientos sexuales. La división entre el amor apasionado y agresivo asociado generalmente con los hombres y el amor romántico más espiritual de las mujeres, se hizo evidente en la clase media a medida que se juzgaba a las mujeres sobre cómo deberían ser respetadas según cómo expresasen estos sentimientos. Por lo tanto, las mujeres expresaron con frecuencia emociones sin pasión hacia el amor, como una forma de establecer su estatus entre los hombres en la clase media.

### Sufragio femenino

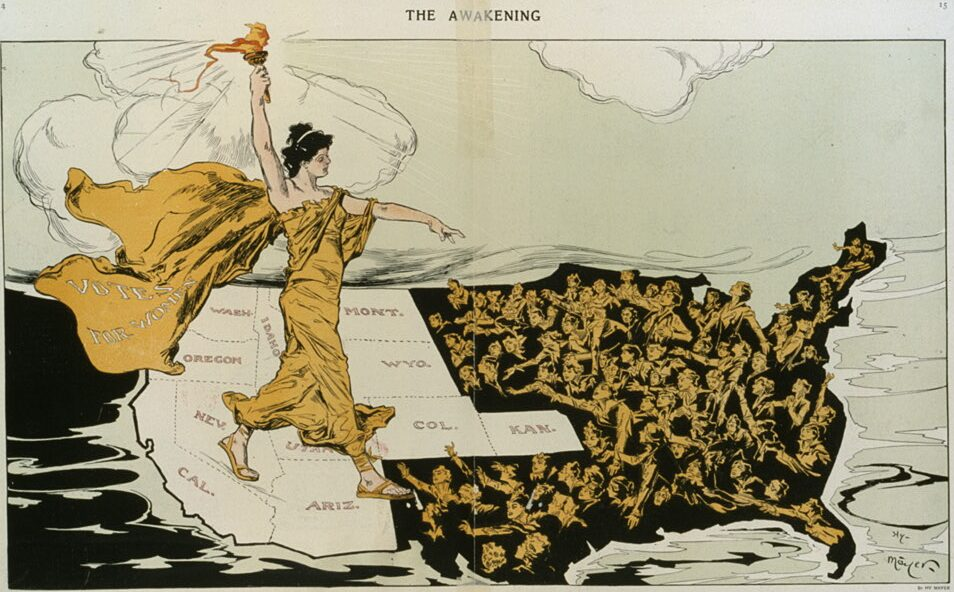
"El Despertar": las sufragistas tuvieron éxito en occidente; su antorcha despierta a las mujeres que luchan en el este y en el sur, en esta caricatura de Hy Mayer en el ejemplar de Puck del 20 de febrero de 1915

La Asociación Nacional Americana pro Sufragio de la Mujer (NAWSA por sus siglas en inglés) fue una organización estadounidense de derechos de las mujeres formada en mayo de 1890 como una unificación de la Asociación Nacional pro Sufragio de la Mujer (NWSA) y la Asociación Americana pro Sufragio de la Mujer (AWSA). La NAWSA estableció cientos de grupos locales y estatales más pequeños, con el objetivo de aprobar la legislación del sufragio femenino a nivel estatal y local. La NAWSA fue la organización pro sufragio más grande e importante en los Estados Unidos, y fue la promotora principal del derecho al voto de las mujeres. Carrie Chapman Catt fue la líder clave a principios del siglo XX. Al igual que anteriormente la AWSA y la NWSA, la NAWSA impulsó una enmienda constitucional que garantizaba los derechos de voto de las mujeres, y fue fundamental para ganar la ratificación de la Decimonovena Enmienda en 1920. Un grupo disidente, el Partido Nacional de las Mujeres, estrechamente controlado por Alice Paul, usó la desobediencia civil para obtener publicidad y fuerza para lograr la aprobación del sufragio. Los miembros del grupo de Alice Paul se encadenaron a la cerca de la Casa Blanca para ser arrestados, e hicieron huelgas de hambre para obtener publicidad. Mientras que las sufragistas británicas detuvieron sus protestas en 1914 y apoyaron el esfuerzo de guerra británico, Paul comenzó su campaña en 1917 y fue ampliamente criticada por ignorar la guerra y atraer elementos radicales contra la guerra.

## Filantropía

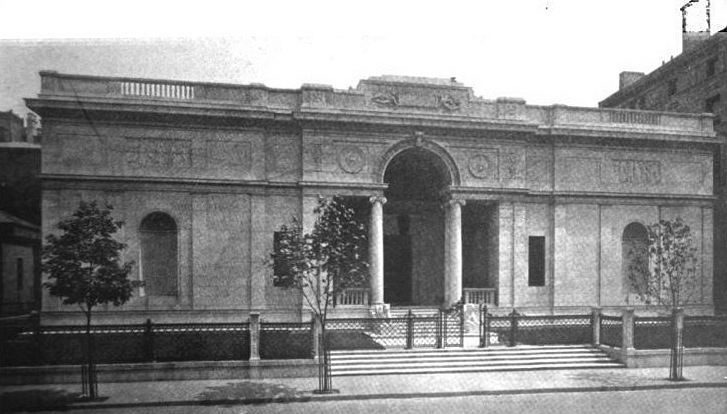
Museo y Biblioteca J. P. Morgan (1906), donado por el magnate de las finanzas J. P. Morgan a la ciudad de Nueva York

El número de familias ricas subió exponencialmente, de aproximadamente 100 millonarios en la década de 1870, a 4000 en 1892 y 16.000 en 1916. Muchos se suscribieron al credo de Andrew Carnegie descrito en The Gospel of Wealth (El evangelio de la riqueza), donde afirmaba que le movía un deber hacia la sociedad que le impulsaba a realizar donaciones filantrópicas para colegios, hospitales, investigación médica, bibliotecas, museos, religión y mejoramiento social.
A principios del siglo XX, la filantropía estadounidense maduró, con el desarrollo de fundaciones privadas muy grandes y muy visibles creadas por Rockefeller y Carnegie. Las fundaciones más grandes fomentaron operaciones modernas, eficientes y orientadas a los negocios (en lugar de "caridad"), diseñadas para mejorar la sociedad en lugar de simplemente mejorar el estatus del donante. Se establecieron vínculos estrechos con la comunidad empresarial local, como en el movimiento del "cofre comunitario". La Cruz Roja Americana fue reorganizada y profesionalizada. Varias fundaciones importantes ayudaron a los negros en el Sur, habitualmente asesoradas por Booker T. Washington. Por el contrario, Europa y Asia tuvieron pocas fundaciones filantrópicas de este tipo. Este hecho permitió que tanto Carnegie como Rockefeller operaran internacionalmente con un efecto poderoso.

## Democracia
Muchos progresistas procuraron que los ciudadanos pudieran gobernar de manera más directa y eludir la maquinaria de los partidos, los jefes y los políticos profesionales. La institución de la iniciativa y los referendos permitieron la aprobación de leyes sin la participación de la legislatura, mientras que la posibilidad de destituir a los representantes públicos permitió la remoción de funcionarios corruptos o inútiles, y la elección primaria directa permitió que las personas nominaran candidatos de manera democrática, evitando las convenciones dominadas profesionalmente.
Gracias a los esfuerzos del Representante del Estado de Oregón William Simon U'Ren y su Liga pro Legislación Directa, los votantes de Oregón aprobaron de manera abrumadora una medida en los comicios de 1902 que creó los procesos de iniciativa legislativa popular y referéndum para que los ciudadanos presentasen o aprobaran directamente las leyes o enmiendas propuestas a la constitución del estado, lo que hace que Oregón sea el primero Estado en adoptar tal sistema. U'Ren también ayudó a aprobar una enmienda en 1908 que otorgó a los votantes el poder de revocación de los funcionarios electos, y continuaría estableciendo, a nivel estatal, la elección popular de los Senadores de los Estados Unidos y las primeras elecciones primarias para los candidatos presidenciales en los Estados Unidos. En 1911, el gobernador de California, Hiram Johnson, estableció el Sistema de Oregón de "Iniciativa, Referéndum y Revocación" en su estado, considerándolos como buenas influencias para la participación ciudadana contra la influencia histórica de las grandes corporaciones sobre los legisladores estatales. Estas reformas progresistas se reprodujeron pronto en otros estados, incluidos Idaho, Washington y Wisconsin, y en la actualidad, aproximadamente la mitad de los estados de los EE. UU. tienen disposiciones de iniciativa, referéndum y revocación en sus constituciones estatales.
Alrededor de 16 estados comenzaron a usar las elecciones primarias para reducir el poder de los jefes y de la maquinaria política de los partidos. La Decimoséptima Enmienda fue ratificada en 1913, estableciendo que todos los senadores fueran elegidos por el pueblo (anteriormente, eran designados por las legislaturas estatales). La principal motivación fue reducir el poder de los jefes políticos, que controlaban los escaños del Senado en virtud de su influencia sobre las legislaturas estatales. El resultado de esta antigua situación, según el politólogo Henry Jones Ford, fue que el Senado de los Estados Unidos se había convertido en una "Dieta de los señores de los partidos, ejerciendo su poder sin escrúpulos ni moderación, en nombre de los intereses particulares" que los pusieron en el cargo.

## Reforma municipal
Una coalición de votantes orientados a las reformas propugnadas por la clase media, expertos académicos y reformadores hostiles a la maquinaria política de los partidos, comenzó a formarse en la década de 1890. Introdujeron una serie de reformas en la América urbana, diseñadas para reducir el derroche, la ineficiencia y la corrupción, mediante la introducción de métodos científicos, la educación obligatoria e innovaciones administrativas.
Esta idea se consolidó por primera vez en Detroit, Míchigan, donde el alcalde republicano Hazen S. Pingree organizó la coalición de la reforma. Muchas ciudades establecen oficinas municipales de referencia para estudiar los presupuestos y las estructuras administrativas de los gobiernos locales.
Los alcaldes progresistas tomaron la iniciativa en muchas ciudades clave, como Cleveland (especialmente el alcalde Tom Johnson); Toledo (Ohio); Jersey City, Nueva Jersey; Los Ángeles; Memphis; Louisville; y muchas otras ciudades, especialmente en los estados del oeste. En Illinois, el Gobernador Frank Lowden emprendió una importante reorganización del gobierno estatal. En Wisconsin, el bastión de Robert La Follette Sr., la Wisconsin Idea, usó la universidad estatal como una fuente importante de ideas y experiencias.

## Reforma rural

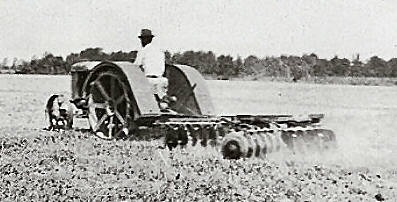
Mecanización del campo. Tractor Fordson. Virginia (1925)

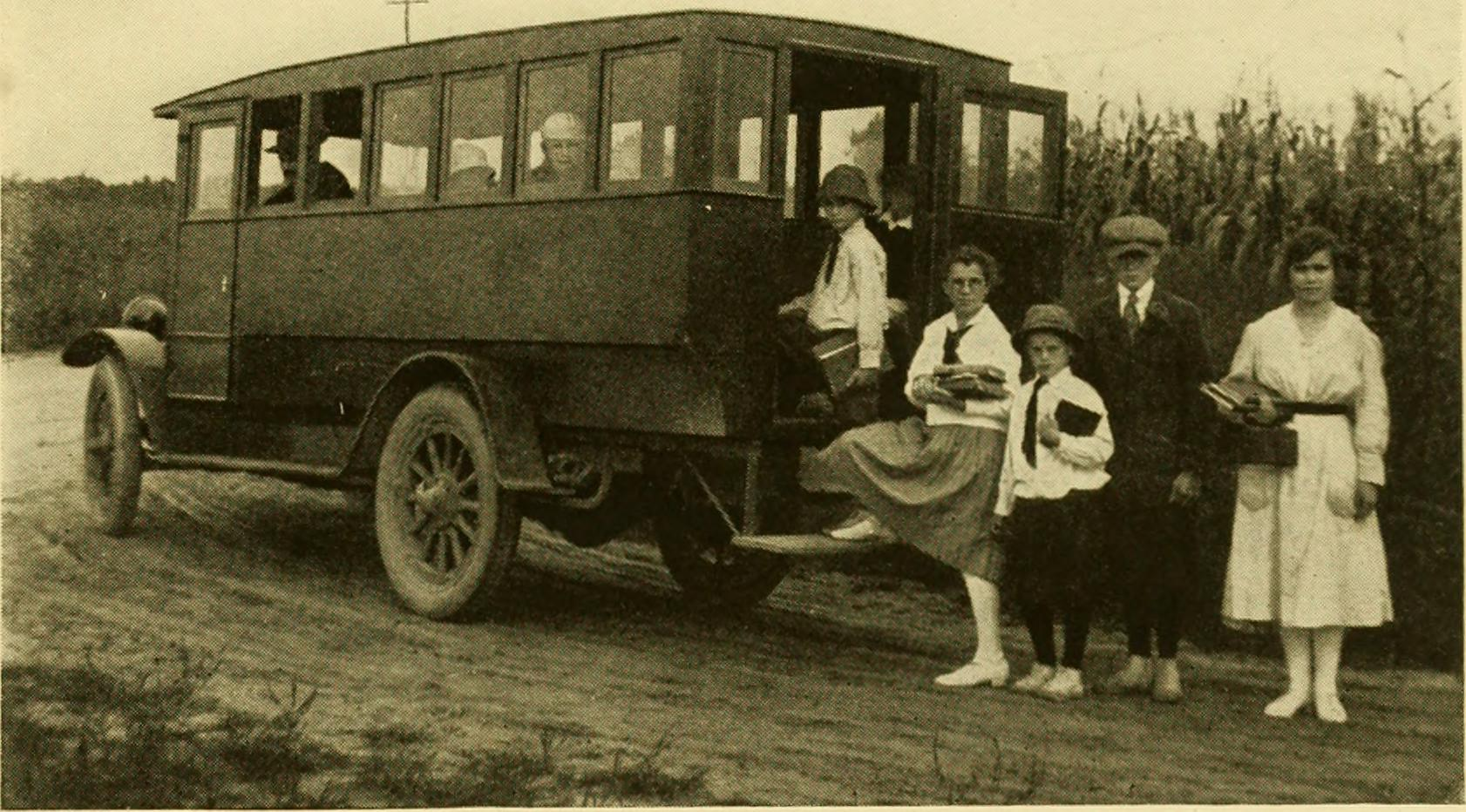
Desarrollo de la educación en el medio rural. Nueva Jersey (1920)

Hasta 1920, la mitad de la población vivía en zonas rurales. Estas comunidades experimentaron sus propias reformas progresivas, generalmente con el objetivo explícito de mejorar la vida en el campo. En 1910, la mayoría de los agricultores estaban suscritos a un periódico agrícola, donde los editores promovían la eficiencia aplicada a la agricultura. Se hicieron esfuerzos especiales para llegar a las áreas rurales remotas y a amplias zonas del sur, como las montañas de Appalachia y la meseta de Ozark.
La necesidad más urgente era mejor el transporte. El sistema ferroviario estaba virtualmente completo; la principal necesidad era la de disponer de carreteras mucho mejores. El método tradicional de asignar a los terratenientes locales el mantenimiento de las carreteras era cada vez más inadecuado. El estado de Nueva York tomó la delantera en 1898, y en 1916 el antiguo sistema había sido descartado en todas las áreas, y crecieron las solicitudes para que los gobiernos locales y estatales se hicieran cargo de la red de caminos. Con la llegada del automóvil después de 1910, se hicieron esfuerzos urgentes para mejorar y modernizar los caminos de tierra diseñados para el tráfico de carros tirados por caballos. La Asociación Americana para el Mejoramiento de Carreteras se organizó en 1910. La financiación provino del registro de automóviles y de los impuestos sobre los combustibles para motores, así como de las ayudas estatales. En 1916, se dispuso por primera vez de ayuda federal para mejorar las carreteras y promover el comercio en general. El Congreso asignó 75 millones de dólares durante un período de cinco años, con el Secretario de Agricultura al cargo de la Administración Federal de Carreteras, en cooperación con los departamentos estatales de carreteras. Había 19 millones de millas de caminos rurales en 1914; se mejoraron 100.000 millas dotándolos con explanación y de grava compactada, y se dotó firmes de alta calidad a 3000 millas de carreteras. El rápido aumento de la velocidad de los automóviles, y especialmente de los camiones, hizo del mantenimiento y la reparación una alta prioridad. El hormigón se usó por primera vez en 1933, y se expandió hasta convertirse en el material dominante en la construcción de firmes de carretera durante la década de 1930. El Sur tenía menos automóviles y camiones, y mucho menos dinero, pero funcionó a través de proyectos piloto que se hicieron muy conocidos, como la "Dixie Highway".
Las escuelas rurales a menudo estaban mal financiadas, y constaban de una única aula para todos sus alumnos. Por lo general, las clases eran impartidas por mujeres jóvenes de las comunidades locales antes de casarse, con una supervisión ocasional por parte de los superintendentes del condado. La solución progresiva fue la modernización a través de la consolidación, con el resultado de que los niños pudieran asistir a escuelas modernas. Allí serían educados por maestros profesionales a tiempo completo, que se habían graduado en las facultades de magisterio de los estados, y que estaban certificados y supervisados por los superintendentes del condado. Los agricultores se quejaron al respecto, lamentando la pérdida de control sobre los asuntos locales, pero en un estado tras otro el proceso de consolidación avanzó.
Muchos otros programas estaban dirigidos a la juventud rural, incluidos los clubes 4-H, los Boy Scouts y las Girl Scouts. Las ferias del condado no solo dieron premios a las prácticas agrícolas más productivas, sino que también mostraron esas prácticas a un público rural atento. Los programas para las nuevas madres incluyeron la atención a la maternidad y la capacitación en el cuidado de los bebés.
Los intentos del movimiento de introducir reformas urbanas en la América rural, a menudo se encontraron con la resistencia de los tradicionalistas que consideraban a los defensores de las ideas progresistas como modernizadores agresivos, condescendientes y sin contacto con la vida rural. Los tradicionalistas afirmaban que muchas de estas reformas eran innecesarias y que no valía la pena adoptarlas. Los residentes rurales también estaban en desacuerdo con la idea de que las fincas necesitaban mejorar su eficiencia, ya que consideraban que este objetivo servía a los intereses urbanos más que a los rurales. El conservadurismo social de muchos habitantes de zonas rurales también los llevó a resistir los intentos de cambio liderados por forasteros. Lo más importante es que los tradicionalistas no querían aceptar la modernidad y no querían que sus hijos fueran educados según valores modernos extraños a través de escuelas integrales, que estaban alejadas del control local. Las reformas más exitosas provinieron de los agricultores que persiguieron la extensión agrícola. Tal como se proponía, los cambios fueron consistentes con las tendencias de modernización existentes hacia una mayor eficiencia y más ganancias en la agricultura.

## Posesiones de ultramar: Filipinas

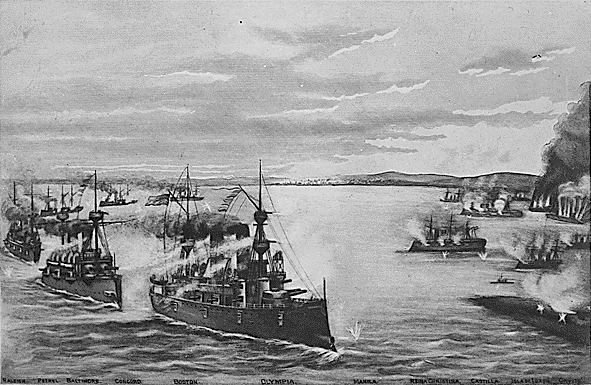
Grabado de la batalla de la bahía de Manila (1898)

Las Filipinas fueron adquiridas por los Estados Unidos en 1899, después de la victoria sobre las fuerzas españolas en la batalla de Cavite y una larga serie de controvertidos debates políticos entre el senado y el presidente McKinley, y fue considerada en aquel momento la mayor adquisición colonial de los Estados Unidos.
Mientras que los sentimientos antiimperialistas habían prevalecido en los Estados Unidos durante este tiempo, la adquisición de Filipinas hizo que la población relativamente menor entrara en acción. Al expresar sus opiniones en público, intentaron disuadir a los líderes estadounidenses de mantener a la influencia de la nación en Asia y el Pacífico y evitar las tentaciones de las tendencias expansionistas que en ese momento se consideraban "antiamericanas".
Filipinas fue un objetivo importante para los reformadores progresistas. Un informe de 1907 al Secretario de Guerra Taft, proporcionó un resumen de lo que la administración civil estadounidense había logrado. Además de la rápida construcción de un sistema de escuelas públicas basado en la enseñanza del inglés, se jactaba de logros tan modernos como:

... muelles de hormigón y acero en el recientemente renovado Puerto de Manila; dragado del río Pásig; la racionalización del gobierno insular; una contabilidad precisa, inteligible; la construcción de una red de comunicaciones telegráficas y por cable; el establecimiento de una caja de ahorros postal; la construcción de carreteras y puentes a gran escala; una policía imparcial e incorrupta; ingeniería civil bien financiada; la conservación de la arquitectura antigua española; grandes parques públicos; un proceso de licitación por el derecho a construir ferrocarriles; derecho de sociedades; y un estudio costero y geológico.

En 1903, los reformadores estadounidenses en Filipinas aprobaron dos importantes leyes de tierras diseñadas para convertir a los campesinos sin tierra en propietarios de sus granjas, pero hacia 1905 la ley era claramente un fracaso. Reformadores como Taft creían que la propiedad de la tierra convertiría a la ingobernable población agraria en sujetos leales. La estructura social en las Filipinas rurales era altamente tradicional y muy desigual. Los cambios drásticos en la propiedad de la tierra plantearon un gran desafío para las élites locales, que no lo aceptarían, ni tampoco sus campesinos dependientes. Los reformadores estadounidenses culparon a la resistencia de los campesinos a la propiedad de la tierra del fracaso de la ley, y argumentaron que las grandes plantaciones y el régimen de aparcería (arrendamiento) eran el mejor camino hacia el desarrollo de Filipinas.
Las mujeres filipinas de élite desempeñaron un papel importante en el movimiento de reforma, especialmente en temas de salud. Se especializaron en necesidades tan urgentes como el cuidado infantil y la salud materna e infantil, la distribución de leche en condiciones higiénicas y la enseñanza a las nuevas madres sobre la salud infantil. Las organizaciones más prominentes fueron La Protección de la Infancia y la Federación Nacional de Clubes de Mujeres.

## Relaciones raciales

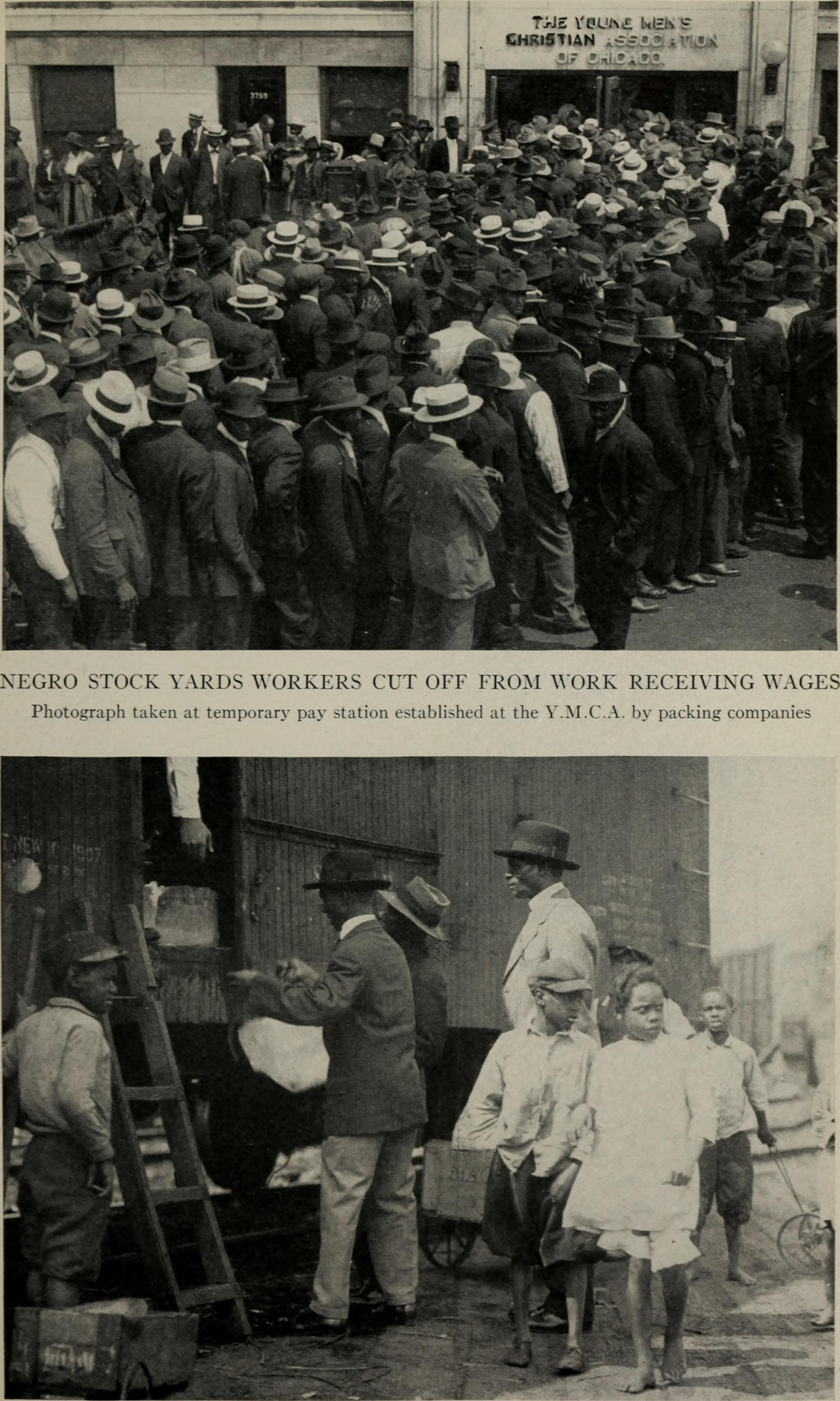
Revuelta racial en Chicago, 1922

En todo el sur, las comunidades negras desarrollaron sus propios proyectos de reforma progresista. Los proyectos típicos incluían mejorar las escuelas, modernizar las operaciones de la iglesia, expandir las oportunidades de negocios, luchar por una mayor proporción de los presupuestos estatales y emprender acciones legales para garantizar la igualdad de derechos. Los proyectos de reforma fueron especialmente notables en las áreas rurales, donde vivía la gran mayoría de los negros del sur.
George Washington Carver (1860-1943) fue bien conocido por sus proyectos de investigación, especialmente sobre agricultura. También fue un líder en la promoción del ecologismo.
Los negros rurales se involucraron especialmente en temas ambientales, en los que desarrollaron sus propias tradiciones y prioridades.
Aunque hubo algunos logros que mejoraron las condiciones de los afroamericanos y otras minorías no "blancas", la era progresista fue el nadir de las relaciones raciales estadounidenses. Si bien los progresistas blancos en principio reconocían la necesidad de mejorar las condiciones de los grupos minoritarios, había grandes diferencias en cómo lograrlo. Algunos, como Lillian Wald, lucharon para aliviar la difícil situación de los afroamericanos pobres. Sin embargo, muchos estaban preocupados por imponer, no erradicar, la segregación racial. En particular, la mezcla de personas blancas y negras en busca de diversión en clubes "negros y mulatos" preocupó a los reformadores progresistas. La ideología progresista defendida por muchos en esta época intentó corregir los problemas sociales creados por la integración racial después de la Guerra Civil, mediante la segregación en la educación y permitiendo a cada grupo alcanzar su propio potencial. Es decir, la mayoría de los progresistas vieron la integración racial como un problema a resolver, en lugar de como un objetivo a alcanzar. Mientras que los progresistas blancos buscaban ayudar a la clase trabajadora blanca, limpiar la política y mejorar las ciudades, el país instaló el sistema de segregación racial basado en las Leyes Jim Crow.
Uno de los temas más impactantes que los afroamericanos tuvieron que afrontar durante la era progresista fue el derecho al voto. A principios del siglo XX, los afroamericanos estaban "marginados", mientras que en los años anteriores se había garantizado el derecho de voto a los "libertos" a través de la Ley de Derechos Civiles de 1870. Los blancos del sur querían deshacerse de la influencia política de los votantes de color, alegando "que el voto negro significaba solo la corrupción de las elecciones, la incompetencia del gobierno y la generación de feroces antagonismos raciales". Los blancos progresistas encontraron una "laguna" en la Decimoquinta Enmienda para negar el derecho a votar a los negros través de la aplicación de la Cláusula del abuelo. Esto permitió la creación de "pruebas" que esencialmente serían diseñadas de una manera que permitía que los blancos las pasasen pero no los afroamericanos o cualquier otra persona de color. Acciones como las de los blancos progresistas de esta etapa constituyeron un freno a los propios objetivos de fondo progresistas, como afirma el historiador Michael McGerr, intentando "segregar a la sociedad".
El historiador legal Herbert Hovenkamp sostiene que, si bien muchos de los primeros progresistas heredaron el racismo de Jim Crow, a medida que comenzaron a madurar sus propias ideas, abarcarían el conductismo, el relativismo cultural y el marginalismo, ideas que enfatizan las influencias ambientales en los humanos en lugar de la herencia biológica. Afirma que, en última instancia, los progresistas "fueron responsables de poner fin a racismo científico".

## Familia y alimentación

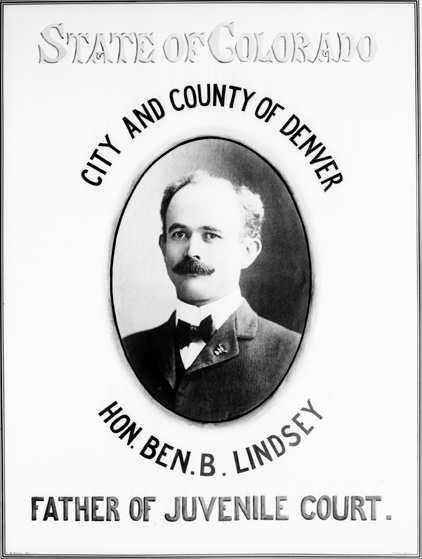
El juez de Colorado Ben Lindsey, un pionero en el establecimiento del sistema de tribunales de menores

Los progresistas creían que la familia era la piedra fundamental de la sociedad estadounidense, y el gobierno, especialmente el gobierno municipal, debía trabajar para mejorar las condiciones de las familias. Los programas locales de asistencia pública se reformaron para tratar de potenciar la unidad familiar. Inspiradas por la cruzada del Juez Ben Lindsey de Denver, las ciudades establecieron tribunales de menores para tratar a los adolescentes con comportamientos delictivos sin enviarlos a prisiones para adultos.
Durante la era progresista, cada vez más mujeres desempeñaron trabajos fuera del hogar. Para las mujeres de las clases trabajadoras, estos empleos a menudo consistían en tareas como sirvientas domésticas. Sin embargo, trabajasen o no, se esperaba que realizaran todas las tareas de sus propios hogares. Estas "experiencias domésticas femeninas" afectaban simultáneamente a sus hogares, lugares de trabajo y propiedades. Mientras que los miembros masculinos de la casa, reconfortados por los olores de la cocina casera, la ropa limpia y los pisos enjabonados, habrían visto el hogar como un refugio del trabajo, las mujeres habrían asociado estos mismos olores con el esfuerzo necesario para mantener el orden". Con el progreso de la tecnología, parte de este trabajo se hizo más fácil. La "introducción en los hogares del suministro de gas, del agua corriente, de la electricidad y de la recogida de basura, tuvo un impacto significativo en las tareas domésticas y en las mujeres que fueron responsables de llevarlas a cabo". Con la introducción de nuevos métodos de calefacción e iluminación, se hizo posible transformar lugares dedicados al almacenamiento en espacios habitables. Las mujeres fueron el objetivo de los anuncios de muchos productos diferentes que anteriormente se producían en el hogar, como mayonesa, refrescos o vegetales enlatados.
La higiene de los alimentos, la leche y el agua potable se convirtió en una alta prioridad en las ciudades. A nivel estatal y nacional, las nuevas leyes de alimentos y medicamentos fortalecieron los esfuerzos municipales para garantizar la seguridad del sistema alimentario. La Ley de Pureza de Alimentos y Medicamentos federal de 1906, que fue impulsada por las compañías farmacéuticas y proveedores de servicios médicos, obligó a retirar del mercado patentes de medicamentos que nunca se habían probado científicamente.
Con la disminución del promedio de las horas de trabajo, las familias urbanas tuvieron más tiempo libre. Muchos pasaban este tiempo libre en los cines. Los progresistas abogaban por la censura de las películas cinematográficas, ya que se creía que los clientes (especialmente los niños) que veían películas en teatros oscuros, inmundos y potencialmente inseguros, podrían verse influidos negativamente al presenciar actores que retratan crímenes, violencia y situaciones sexualmente sugestivas. Los progresistas de todo el país influyeron en los gobiernos municipales de las grandes ciudades urbanas para construir numerosos parques donde se creía que el tiempo de ocio para los niños y las familias se podía disfrutar en un entorno saludable, fomentando así la buena moral y la ciudadanía.

## Eugenesia
Algunos progresistas promovieron la eugenesia como una solución para familias excesivamente grandes o pobres, con la esperanza de que el control de la natalidad permitiría a los padres concentrar sus recursos en menos niños con mejores oportunidades. Líderes progresistas como Herbert Croly y Walter Lippmann mostraron su preocupación, clásica del liberalismo, por el peligro que representa para el individuo la práctica de la eugenesia. Los católicos se opusieron fuertemente a las propuestas de control de la natalidad, al igual que a la eugenesia.

## Cambio constitucional
Los progresistas fijaron algunas de sus reformas en la Constitución de los Estados Unidos al agregar las enmiendas 16, 17, 18 y 19. La 16.ª Enmienda hizo legal el impuesto a la renta (esto requería una enmienda debido al Artículo Uno, Sección 9 de la Constitución, que exigía que se impusieran impuestos directos a los Estados en proporción a su población según lo determinado por el censo decenal). Los progresistas también avanzaron en los intentos de reducir la corrupción política a través del 17.ª Enmienda (elección directa de los senadores de los EE. UU.).
La enmienda más radical y controvertida se produjo durante la ola antialemana de la Primera Guerra Mundial, que contribuyó a que los progresistas y otros grupos impulsaran la Ley Seca a través de la 18.ª Enmienda (una vez que los progresistas perdieron el poder, la 21.ª Enmienda revocó la 18.ª en 1933). La ratificación de la 19.ª Enmienda en 1920, que reconoció el sufragio femenino, fue la última enmienda durante la era progresista. Otro cambio constitucional importante que comenzó durante la era progresista fue la incorporación de la Carta de Derechos para que esos derechos se aplicasen en los estados. En 1920, Benjamin Gitlow fue condenado en virtud de la Ley de Espionaje de 1917 y el caso de Gitlow v. New York llegó hasta el Tribunal Supremo, donde los jueces decidieron que la Primera Enmienda se aplicaba a los estados y al gobierno federal. Antes de ese momento, se consideraba que la Carta de Derechos de los Estados Unidos se aplicaba solo al gobierno federal, no a los estados.

## La ley seca

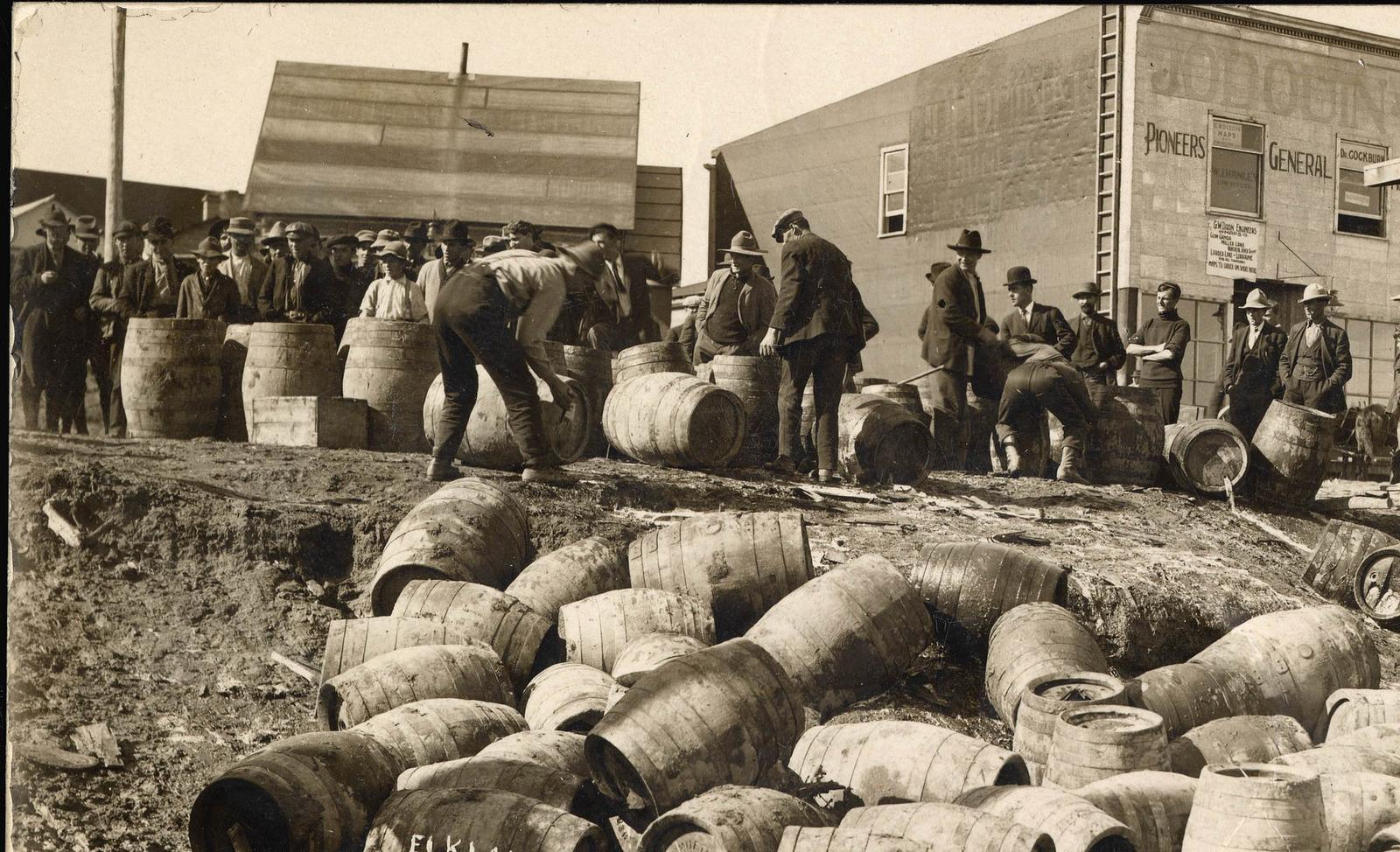
Incautación de alcohol ilegal en Canadá

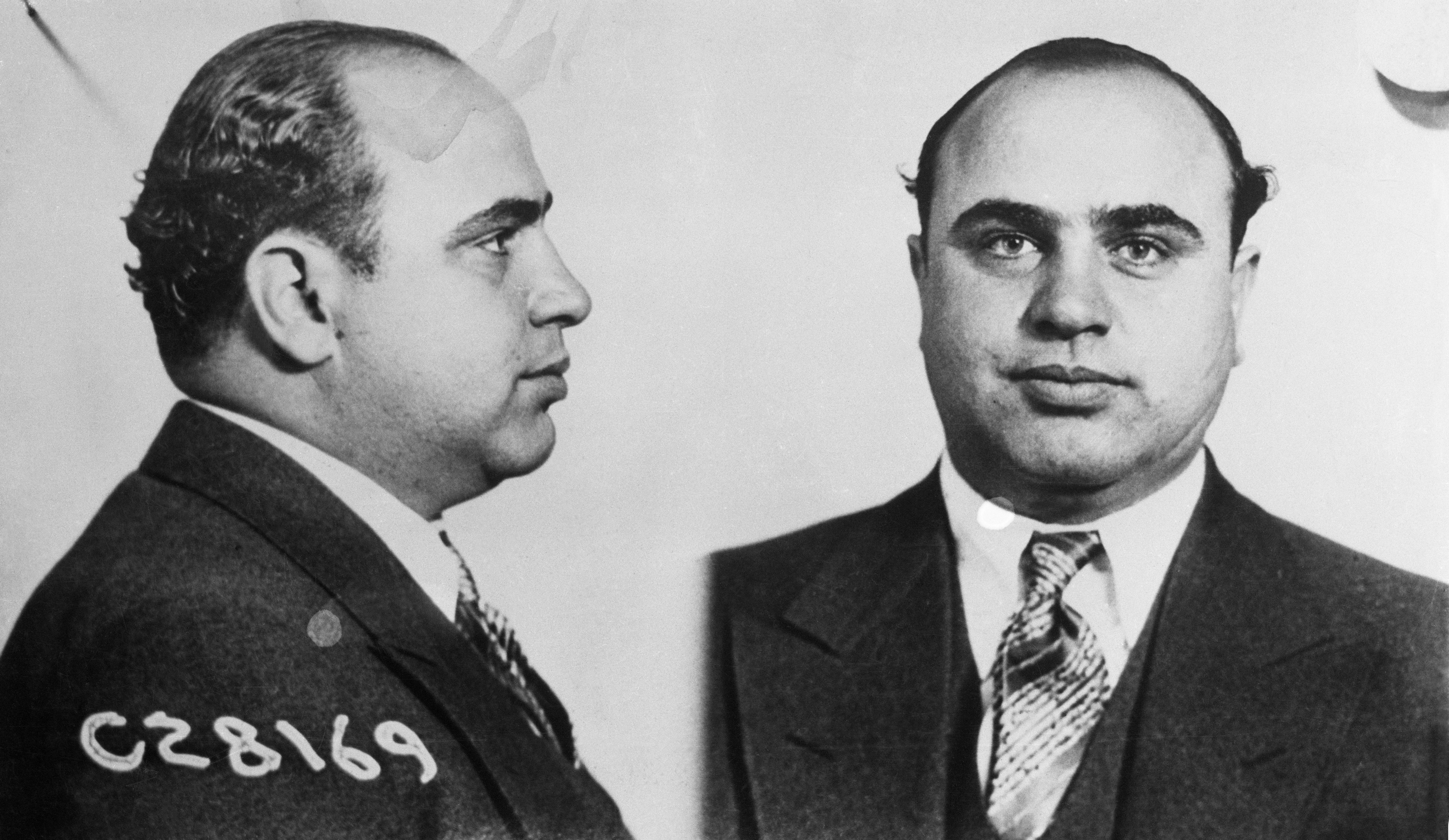
Ficha policial de Al Capone

La Ley Seca estableció la prohibición de fabricar, vender y transportar alcohol. Curiosamente, beber nunca estuvo prohibido. En la era progresista, siguió siendo una de las causas prominentes asociadas con el progresismo a nivel local, estatal y nacional, aunque el apoyo en toda la amplitud de sus seguidores presentó numerosos matices. Enfrentó a la población católica urbana minoritaria contra el elemento protestante rural más grande, y el aumento del progresismo en las comunidades rurales fue ayudado en parte por el aumento general en la conciencia pública de los problemas sociales impulsada por el movimiento por la Templanza, que logró el éxito nacional con la aprobación por el Congreso de la 18.ª Enmienda a finales de 1917, y la ratificación por tres cuartas partes de los estados en 1919. La prohibición fue respaldada por los metodistas, bautistas, congregacionalistas, luteranos escandinavos y otras iglesias evangélicas. Los activistas fueron movilizados por la eficaz Liga Anti-Saloon. Timberlake (1963) argumenta que los abstemios intentaron acabar con los licores como algo familiar, debilitar la base de bares de las grandes ciudades, mejorar la eficiencia industrial y reducir el nivel de palizas, abuso infantil y la pobreza causados por el alcoholismo.
La agitación por la prohibición comenzó durante el Segundo Gran Despertar en la década de 1840, cuando las cruzadas contra el consumo de alcohol se originaron entre los protestantes evangélicos. Los evangélicos precipitaron la segunda ola de leyes de prohibición durante la década de 1880, cuyo objetivo era la prohibición local y estatal. Durante la década de 1880, se llevaron a cabo referendos a nivel estatal para promulgar enmiendas a la prohibición. Dos grupos importantes se formaron durante este período. La Unión Cristiana de Mujeres por la Templanza (WCTU) se formó en 1874. La Liga Anti-Saloon, que comenzó en Ohio, se formó en 1893, uniendo a activistas de diferentes grupos religiosos. La liga, arraigada en iglesias protestantes, previó una prohibición nacional. En lugar de condenar a todos los bebedores, el grupo enfocó la atención en los salones, que era considerados el máximo símbolo del vicio público. La liga también se concentró en campañas por el derecho de cada comunidad a decidir si cerraba los salones de su zona. En 1907, Georgia y Alabama fueron los primeros estados en adoptar la ley seca, seguidos de Oklahoma, Misisipi, Carolina del Norte y Tennessee en los años siguientes. En 1913, el Congreso aprobó la Ley Webb-Kenyon, que prohibió el transporte de licor a los estados donde se había hecho efectiva la prohibición.
Para 1917, dos tercios de los estados tenían algún tipo de leyes de prohibición y aproximadamente tres cuartas partes de la población vivía en zonas secas. En 1913, la Liga Anti-Saloon apeló públicamente para enmendar la Ley Seca. Preferían una enmienda constitucional sobre un estatuto federal porque, aunque eran más difíciles de lograr, pensaban que sería más difícil de cambiar. Cuando Estados Unidos entró en la Primera Guerra Mundial, la Ley de conscripción prohibió la venta de licor cerca de las bases militares. En agosto de 1917, la Ley de Control de Combustible y Alimentos prohibió la producción de aguardientes durante la guerra. La Ley de Prohibición de la Guerra, en noviembre de 1918, prohibió la fabricación y venta de bebidas intoxicantes (con más de 2.75% de contenido de alcohol) hasta el final de la desmovilización.
Los abstemios trabajaron enérgicamente para asegurar la mayoría de dos tercios de ambas cámaras del Congreso, y el apoyo de tres cuartos de los estados necesarios para una enmienda a la constitución federal. Se necesitaron treinta y seis estados y se establecieron organizaciones en los 48 estados para buscar la ratificación. A finales de 1917, el Congreso aprobó la Decimoctava Enmienda; se ratificó en 1919 y entró en vigor en enero de 1920. Prohibió la fabricación, venta o transporte de bebidas intoxicantes dentro de los Estados Unidos, así como la importación y exportación. La Ley Volstead, de 1919, definió intoxicante cualquier bebida con un contenido de alcohol superior al 0.5 %, y estableció los procedimientos para la aplicación federal de la Ley. Los estados estaban en libertad de hacer cumplir la prohibición o no, y la mayoría no lo intentó.
Sin embargo, la demanda de los consumidores condujo a la aparición de una gran variedad de fuentes ilegales de alcohol, especialmente destilerías ilegales y contrabando desde Canadá y otros países. Es difícil determinar el nivel de cumplimiento, y aunque en ese momento los medios de comunicación describieron la ley como altamente inefectiva, incluso si no erradicó el consumo de alcohol, ciertamente disminuyó el consumo de alcohol durante el período. La Decimoctava Enmienda fue derogada en 1933, con la aprobación de la Vigésima Primera Enmienda, gracias a una campaña de derogación bien organizada dirigida por los católicos (que destacaron la libertad personal) y por los empresarios (que destacaron la pérdida de ingresos fiscales).
La prohibición también incrementó el crimen organizado, que pudo obtener ganancias de las ventas de alcohol ilegal. Al Capone fue uno de los criminales más conocidos que participaron en la venta ilegal de alcohol. Había una gran demanda de alcohol, pero la mayoría de los dueños de negocios no estaban dispuestos a correr el riesgo de involucrarse en su transporte. Sin embargo, los dueños de negocios tuvieron poco problema con la venta del alcohol proporcionado por criminales como Capone.
El crimen organizado pudo tener éxito debido a su disposición a usar la intimidación y la violencia para llevar a cabo sus empresas ilícitas. Durante la prohibición, la mafia pudo hacer crecer su fortaleza en actividades ilegales en todo Estados Unidos. Este comportamiento ilegal comenzó casi en paralelo a la aplicación de la Ley Seca. Dentro de las primeras horas de prohibición, la policía de Chicago denunció el robo de licor medicinal. Los gánsteres de la época de la prohibición sobrevivieron a la Ley Seca, y la utilizaron como punto de partida para lanzar sus empresas criminales.

## Educación

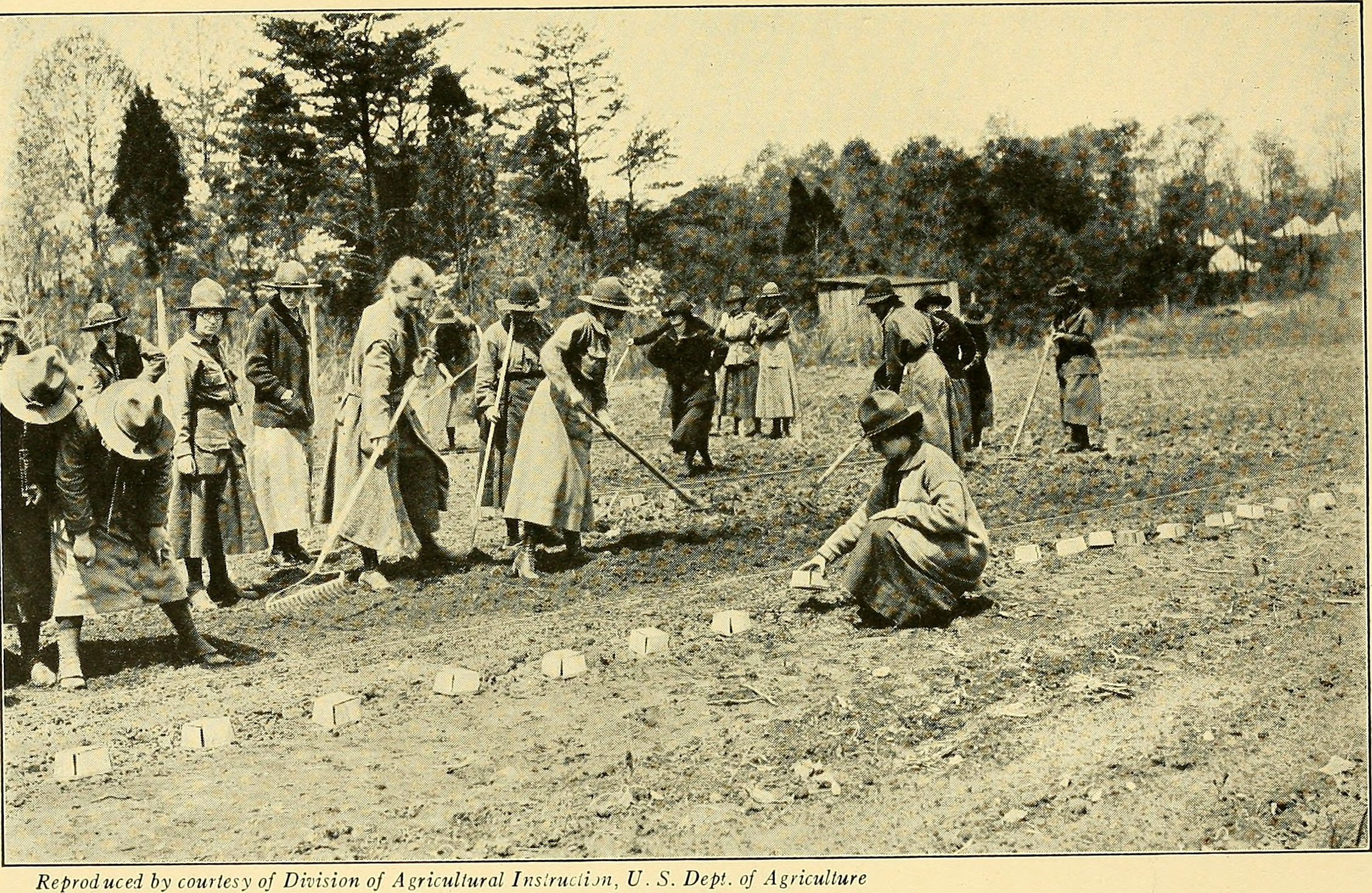
Escuela de agricultura rural (1920)

La reforma de las escuelas y otras instituciones educativas fue una de las principales preocupaciones de la clase media durante este período. La cantidad de escuelas en la nación aumentó rápidamente, al igual que la necesidad de un sistema educativo mejor y más completo. El rostro del Movimiento de Educación Progresista en los Estados Unidos fue John Dewey, profesor de la Universidad de Chicago (1896-1904) que abogó porque las escuelas incorporasen habilidades cotidianas en lugar de solo enseñar contenido académico. Dewey sintió que la generación más joven estaba perdiendo la oportunidad de aprender el arte de la participación democrática y, a su vez, escribió muchos libros como "El niño y el plan de estudios" y "Escuelas del mañana". La idea de fomentar un mayor nivel de educación también ganó popularidad. En 1930, el 12,4 % de los jóvenes de 18 a 21 años asistía a la universidad, mientras que en 1890 solo el 3 % de este grupo demográfico tenía interés en el aprendizaje superior.

### La educación de las mujeres en economía doméstica
Un nuevo campo de estudio, el arte y la ciencia de las tareas domésticas, surgió en la Era Progresista como un esfuerzo por feminizar la educación de las mujeres en los Estados Unidos. La economía doméstica surgió a fines del siglo XIX en respuesta a los muchos cambios que se estaban produciendo tanto a nivel de la cultura material y las prácticas como en el ámbito más abstracto de la ideología de género y el pensamiento sobre el hogar. A medida que la revolución industrial se apoderó de la economía estadounidense, y como la producción en masa, la alienación y la urbanización parecían ser tendencias imparables, los estadounidenses buscaron soluciones que pudieran suavizar los efectos del cambio sin frenar los motores del progreso. Alternativamente llamadas "artes en el hogar", la principal reforma del plan de estudios en la educación de las mujeres se vio influida por la publicación del "Tratado sobre la economía doméstica", escrito por Catherine Beecher en 1843. Los defensores de la economía doméstica argumentaron que las tareas domésticas, como profesión, requerían educación y capacitación para el desarrollo de una práctica doméstica eficiente y sistemática. El plan de estudios tenía como objetivo cubrir diversos temas, que incluían la enseñanza de métodos estandarizados de jardinería, crianza de niños, cocina, limpieza, mantenimiento del hogar y asistencia médica. Dicha gestión científica aplicada a la esfera doméstica se presentó como una solución al dilema al que se enfrentaban las mujeres de clase media en términos de búsqueda de sentido y cumplimiento en su papel de limpieza. La perspectiva feminista, al presionar por este tipo de educación, pretendía explicar que las mujeres tenían responsabilidades separadas pero igualmente importantes en su vida con los hombres que requerían de una capacitación adecuada.

### Niños y educación

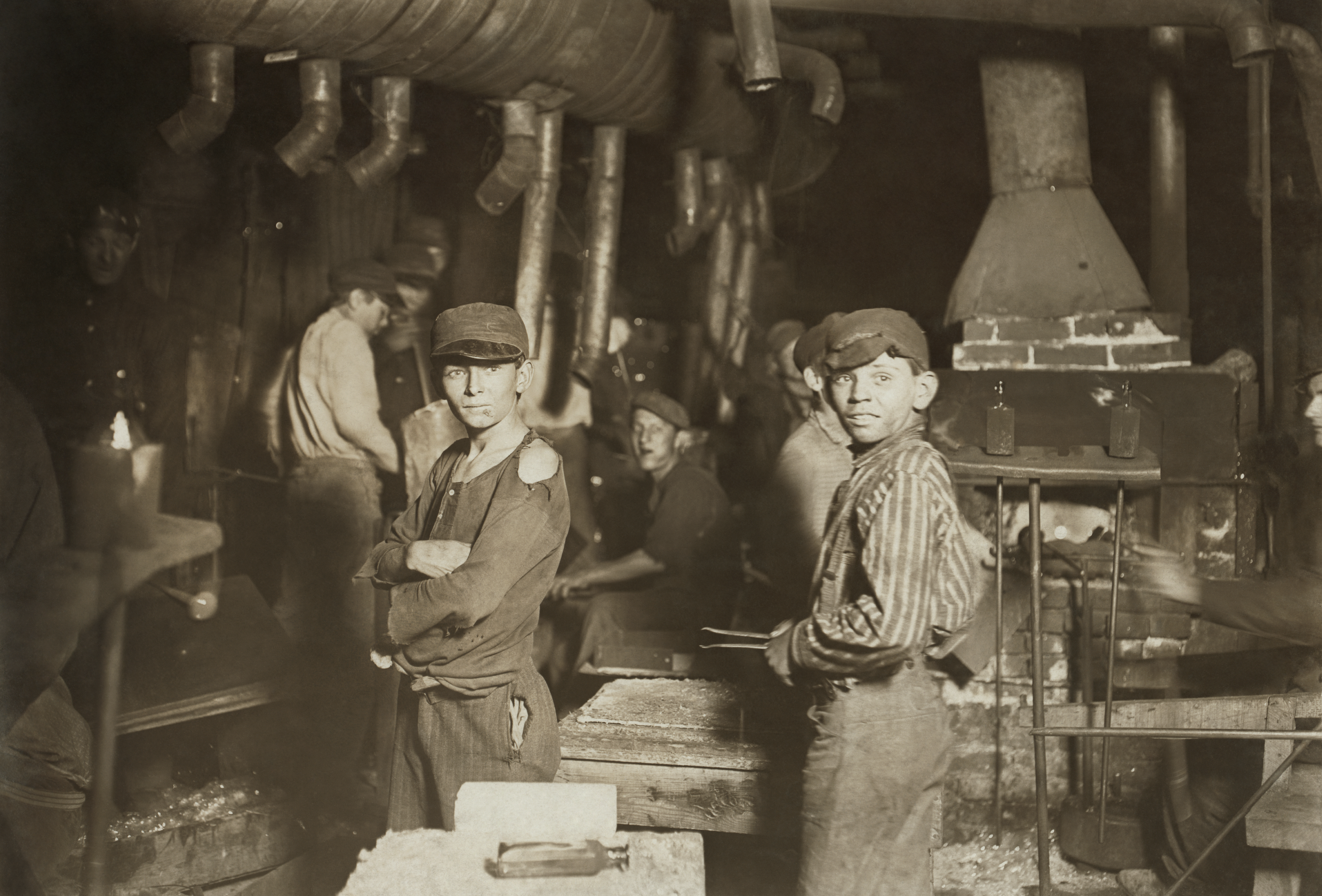
«Medianoche en la fábrica de vidrio», Lewis Wickes Hine, 1908

Hubo una preocupación por el hecho de que los niños de clase trabajadora fueran sacados de la escuela para que se los pusiera directamente a trabajar. Los progresistas de todo el país organizaron campañas para impulsar la mejora de la educación pública y hacer que la educación fuese obligatoria. Se empujó aún más en el sur, donde la educación estaba muy atrasada en comparación con el resto del país. La Junta de Educación del Sur se unió para dar a conocer la importancia de la reforma. Sin embargo, muchos rechazaron la reforma. Los agricultores y los trabajadores dependían en gran medida de sus hijos mayores, sus primogénitos, para trabajar y completar los ingresos de la familia. Los inmigrantes tampoco eran partidarios de la reforma, temiendo el desarraigo cultural de sus hijos con respecto a las tradiciones de sus padres.
A pesar de la lucha contra la reforma, su resultado fue positivo. La inscripción de niños (de 5 a 19 años) en la escuela aumentó del 50,5 por ciento al 59,2 entre 1900 y 1909. La inscripción en la escuela secundaria pública pasó de 519.000 a 841.000 alumnos. Los fondos escolares y la influencia de las escuelas públicas también crecieron.

## Medicina y derecho
El Flexner Report de 1910, patrocinado por la Fundación Carnegie, profesionalizó la medicina estadounidense, descartando las pequeñas escuelas de medicina locales y enfocando los fondos nacionales, los recursos y el prestigio en las escuelas de medicina más grandes y profesionalizadas, asociadas con las universidades. Entre los líderes destacados se encontraban los hermanos Mayo, cuya Clínica Mayo en Rochester, Minesota, se hizo mundialmente famosa por sus innovadoras técnicas de cirugía.
En la profesión jurídica, la Asociación de Abogados Estadounidenses creó en 1900 la "Association of American Law Schools" (AALS). Estableció estándares nacionales para las escuelas de derecho, lo que llevó a la sustitución del antiguo sistema de hombres jóvenes que estudian derecho en privado con abogados establecidos, por el nuevo sistema de escuelas de derecho acreditadas asociadas con universidades.

## Ciencias sociales
Los académicos progresistas, basados en las universidades de investigación emergentes como las universidades de Harvard, Columbia, Johns Hopkins, Chicago, Míchigan, Wisconsin y California, trabajaron para modernizar sus disciplinas. El apogeo del experto autodidacta dio paso al profesor investigador que publicaba en las nuevas revistas e imprentas académicas. Su objetivo explícito era profesionalizar y hacer "científicas" las disciplinas sociales, especialmente la historia, las ciencias económicas, y las ciencias poĺiticas. Esto significaba crear nuevas trayectorias profesionales en las universidades, con contratación y promoción dependientes de los modelos internacionales de becas.

## Política económica

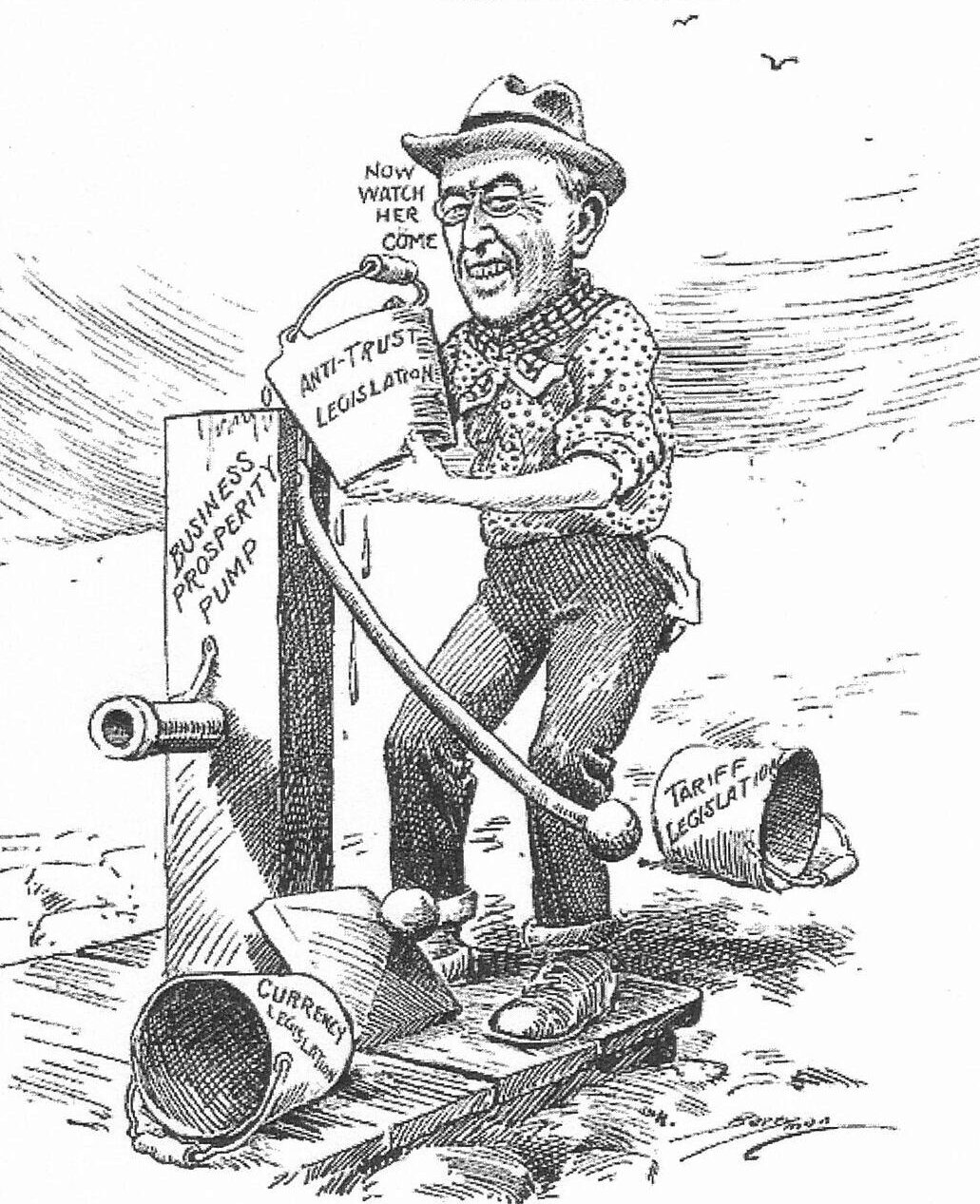
El presidente Wilson utilizó las leyes tarifarias, monetarias y antimonopolio para cebar la bomba y hacer que la economía funcionase.

La era progresista fue de prosperidad general, después de que el pánico financiero de 1893, una depresión severa, terminase en 1897. La crisis económica de 1907 fue corta, pero los recursos financieros quedaron más afectados. Sin embargo, Campbell (2005) subraya los puntos débiles de la economía en 1907–1914, vinculándolos con las demandas públicas de más intervenciones progresistas. El pánico de 1907 fue seguido por una pequeña disminución en los salarios reales y el aumento del desempleo, y ambas tendencias continuaron hasta la Primera Guerra Mundial. Campbell enfatiza el estrés resultante en las finanzas públicas y el impacto en las políticas de la administración de Wilson. El debilitamiento de la economía y los persistentes déficits federales llevaron a cambios en la política fiscal, incluida la imposición de impuestos federales sobre la renta a empresas e individuos y la creación del Sistema de Reserva Federal. Las agencias gubernamentales también se transformaron en un esfuerzo por mejorar la eficiencia administrativa.
En la Gilded Age (Edad Dorada a finales del siglo XIX), los partidos se mostraron reacios a involucrar demasiado al gobierno federal en el sector privado, excepto en el área de ferrocarriles y aranceles. En general, aceptaron el concepto de laissez faire, una doctrina que se opone a la interferencia del gobierno en la economía, excepto para mantener la ley y el orden. Esta actitud comenzó a cambiar durante la depresión de los años 1890, cuando movimientos de pequeñas empresas, granjas y trabajadores comenzaron a pedirle al gobierno que intercediera en su nombre.
A comienzos del siglo XX, se había desarrollado una clase media que desconfiaba tanto de la elite empresarial como de los movimientos políticos radicales de agricultores y trabajadores en el Medio Oeste y el Oeste. Los progresistas argumentaron la necesidad de una regulación gubernamental de las prácticas comerciales para garantizar la competencia y la libre empresa. El Congreso promulgó una ley que regulaba los ferrocarriles en 1887 (la Ley de Comercio Interestatal), y una ley antimonopolio que impedía que las grandes empresas controlaran una industria única en 1890 (la Ley Sherman Antitrust). Sin embargo, estas leyes no se aplicaron rigurosamente hasta los años 1900 y 1920, cuando el presidente republicano Theodore Roosevelt (1901–1909), el presidente demócrata Woodrow Wilson (1913–1921) y otros que simpatizaban con las opiniones de los progresistas llegaron al poder. Muchas de las agencias reguladoras de los EE. UU. de hoy en día se crearon durante estos años, incluida el Comisión de Comercio Interestatal y la Comisión Federal de Comercio. Los periodistas muckrakers con sus elaborados informes animaron a los lectores a exigir una mayor regulación de los negocios. El escritor Upton Sinclair, con su libro La Jungla (1906), convenció a los estadounidenses sobre los pretendidos horrores del Union Stock Yards de Chicago, un complejo gigante de plantas de procesamiento de carne que se desarrolló en la década de 1870. El gobierno federal respondió al libro de Sinclair y al Neill–Reynolds Report con un nuevo organismo regulador  la Administración de Alimentos y Medicamentos. Ida Tarbell escribió una serie de artículos contra la Standard Oil, que se percibía como un monopolio. Esto afectó tanto al gobierno como a los reformadores públicos. Los ataques de Tarbell y otros reporteros ayudaron a allanar el camino para la aceptación pública de la disolución de la compañía por parte del Tribunal Supremo en 1911.
Cuando el demócrata Woodrow Wilson fue elegido presidente con un Congreso dominado por los demócratas en 1912, implantó una serie de políticas progresistas en economía. En 1913, se ratificó la 16.ª Enmienda y se estableció un pequeño impuesto sobre la renta a los ingresos más altos. Los demócratas bajaron los aranceles con la Tarifa Underwood en 1913, aunque sus efectos fueron minimizados por los cambios en el comercio causados por el estallido de la Primera Guerra Mundial en 1914. Wilson demostró ser especialmente eficaz en la movilización de la opinión pública detrás de los cambios arancelarios, denunciando a cabilderos corporativos, dirigiéndose al Congreso en Persona de manera altamente dramática, y organizando una ceremonia elaborada cuando firmó el proyecto de ley. Wilson ayudó a poner fin a las largas batallas sobre los fideicomisos con la Ley Clayton Antitrust de los Estados Unidos de América de 1914. Logró convencer a los legisladores sobre las cuestiones relativas al dinero y a la banca para la creación en 1913 del Sistema de la Reserva Federal, una compleja asociación de los negocios y del gobierno que continúa rigiendo el mundo financiero.

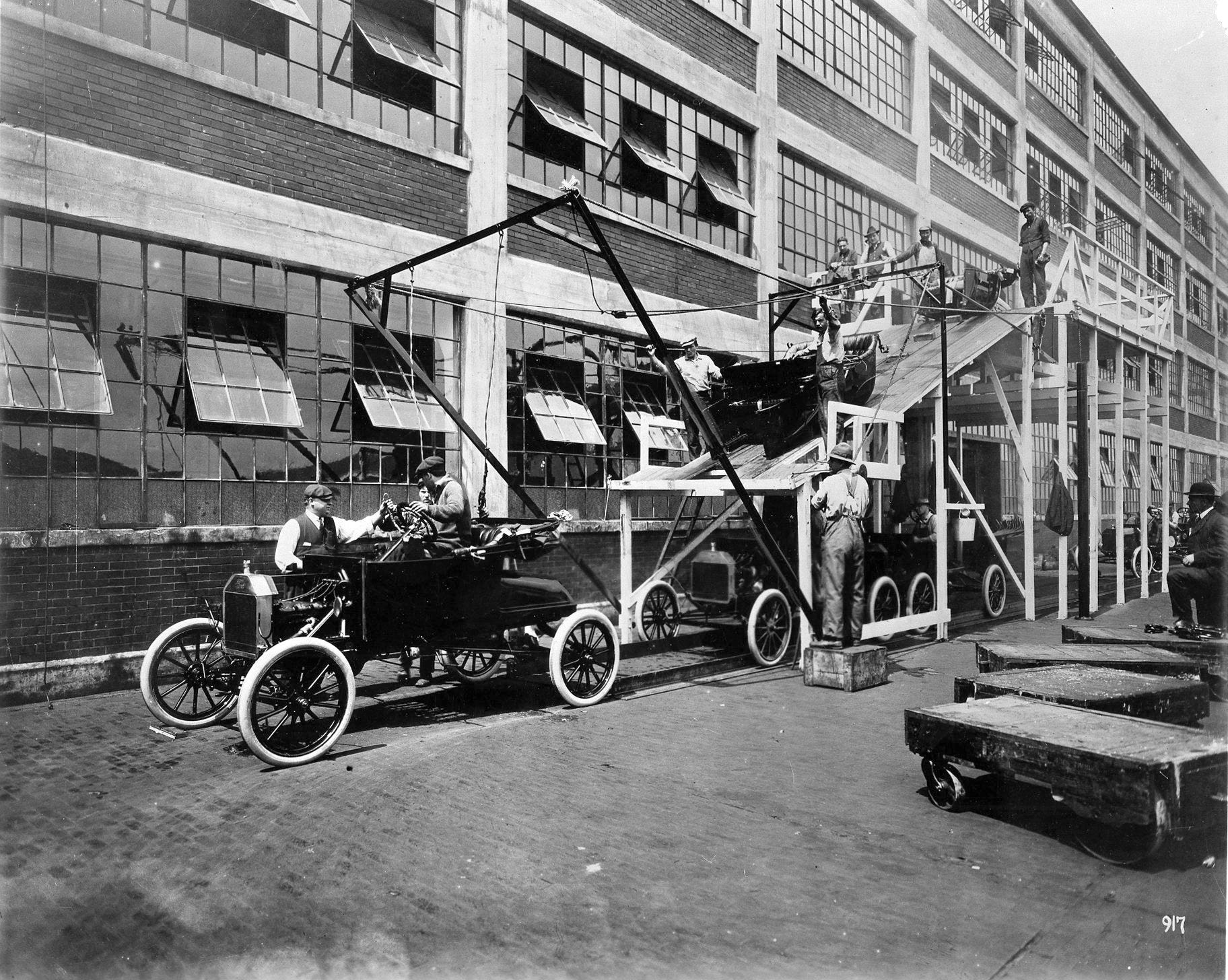
Cadena de montaje de la empresa Ford (1913)

En 1913, Henry Ford incrementó sustancialmente la eficiencia de sus fábricas mediante el uso a gran escala de la línea de ensamblaje en movimiento, con cada trabajador haciendo una tarea simple en la producción de automóviles. Al enfatizar la eficiencia, Ford aumentó en más del doble el salario (y redujo las horas de 9 a 8 diarias), atrayendo a los mejores trabajadores y reduciendo drásticamente la rotación laboral y el ausentismo. Sus empleados podían comprar sus automóviles y así lo hicieron, y al reducir los precios una y otra vez hizo que el Modelo T fuera lo suficientemente barato como para que millones de personas lo compraran en los Estados Unidos y en todos los países importantes. Las ganancias de Ford se dispararon y su compañía dominó la industria automotriz mundial. Henry Ford se convirtió en el profeta mundialmente famoso de los altos salarios y de las altas ganancias. Robert y Helen Lynd realizaron un estudio sobre la sociedad estadounidense, y sobre la necesidad de automóviles, cada vez más asequibles para los estadounidenses. Publicaron un libro titulado "Middletown"" en 1929. En este estudio descubrieron cómo el automóvil impactó sobre las familias estadounidenses. Las prioridades de los estadounidenses cambiaron drásticamente, y el automóvil revolucionó la forma en que las personas pasaban su tiempo libre.

### Sindicatos
Los sindicatos, especialmente la Federación Estadounidense del Trabajo (AFL), crecieron rápidamente a principios del siglo XX y también tenían una agenda progresista. Después de experimentar a principios del siglo XX con la cooperación con empresas en la Federación Cívica Nacional, la AFL se convirtió después de 1906 en una alianza política de trabajo con el partido demócrata. La alianza fue especialmente importante en las grandes ciudades industriales. Los sindicatos querían imponer restricciones a los jueces que interviniesen en disputas laborales, generalmente del lado del empleador. Finalmente lograron ese objetivo con la Ley Norris–La Guardia de 1932.
A principios de siglo, cada vez más pequeñas empresas se estaban hartando de la forma en que eran tratadas en comparación con las grandes empresas. Parecía que los "Diez Mil Superiores" estaban aprovechándose las empresas más pequeñas, recortando todo lo que podían para incrementar sus ganancias. Las grandes empresas pronto descubrirían que las pequeñas empresas comenzaban a ganar terreno sobre ellas, por lo que empezaron a inquietarse debido a "La presión constante del público, las organizaciones laborales, los intereses de las pequeñas empresas y los gobiernos federales y estatales, que obligarían a los gigantes corporativos a comprometerse en un acto de equilibrio". Ahora que se habían promulgado todas estas nuevas regulaciones y estándares, la gran empresa tuvo que inclinarse a todos los niveles, incluido el de las pequeñas empresas. Las grandes empresas pronto descubrirían que para tener éxito tendrían que unirse con las pequeñas empresas, una especie de efecto "Yin y Yang".

### Inmigración

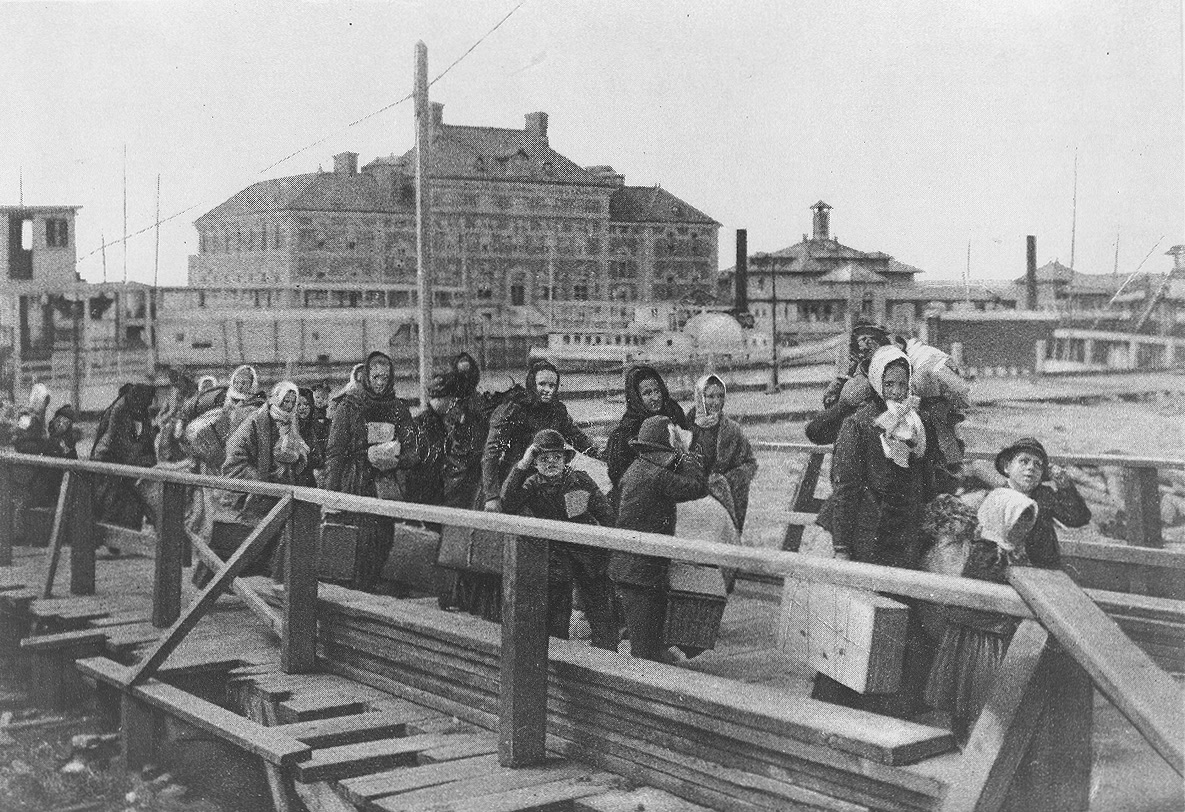
Inmigrantes desembarcando en Ellis Island (1902)

La llegada de inmigrantes creció de manera constante después de 1896, y la mayoría de los recién llegados eran trabajadores no cualificados del sur y del este de Europa. Estos inmigrantes pudieron encontrar trabajo en las acerías, los mataderos, la industria pesquera y los equipos de construcción en las ciudades emergentes y en las fábricas de las ciudades industriales, principalmente en el noreste, el medio oeste y la costa oeste. El estallido de la Primera Guerra Mundial en 1914 detuvo la mayoría de la inmigración transcontinental, y solo después de 1919 se reanudó el flujo de inmigrantes. A partir de la década de 1880, los sindicatos promovieron agresivamente las restricciones a la inmigración, especialmente a los inmigrantes chinos, japoneses y coreanos. En combinación con las actitudes racistas de la época, se temía que un gran número de trabajadores no calificados y mal pagados malograra los esfuerzos de los sindicatos para aumentar los salarios a través de la negociación colectiva. Además, los protestantes rurales desconfiaban de los católicos y judíos urbanos que conformaban la mayoría de los inmigrantes del sur y del este de Europa, y por esos motivos se oponían a la inmigración. Por otro lado, el rápido crecimiento de la industria requería un grupo de trabajadores más grande y en expansión que no se podía satisfacer con la tasa de natalidad natural. Como resultado, muchas grandes corporaciones se opusieron a las restricciones de inmigración. A principios de la década de 1920, se había llegado a un consenso de que la afluencia total de inmigración tenía que ser restringida, y una serie de leyes en la década de 1920 lograron ese propósito. Un puñado de defensores de la eugenesia también participaron en la restricción de la inmigración por sus propias razones pseudocientíficas. La restricción de inmigración continuó siendo una política nacional hasta después de la Segunda Guerra Mundial.
Durante la Primera Guerra Mundial, los progresistas promovieron enérgicamente los programas de americanización, diseñados para asimilar a los inmigrantes recientes y convertirlos en ciudadanos estadounidenses modelo, contribuyendo a reducir su lealtad a sus antiguos países. A menudo, estos programas operaban a través del sistema de escuelas públicas, que se expandió considerablemente.

## Política exterior
La política exterior en la era progresista a menudo estaba marcada por un indicio de supremacía moral, y en las reflexiones de Woodrow Wilson y de William Jennings Bryan los estadounidenses se consideraban exactamente como "Misioneros de la democracia", y creían que estaban inspirados por la confianza de que "Sabían mejor cómo promover la paz y el bienestar de otros países que los líderes de estos países". Ideas y lenguaje similares ya se habían usado anteriormente en la Doctrina Monroe, en donde Roosevelt afirmó que Estados Unidos podría servir como el policía del mundo, usando su poder para acabar con los disturbios y las malas acciones en el hemisferio occidental. A través de este enfoque moralista, Roosevelt abogó por una intervención en Cuba para ayudar a convertirla en una "civilización justa y estable", a través de la enmienda Platt. Wilson usó un tono moralista similar al tratar con México. En 1913, mientras los revolucionarios tomaron el control del gobierno, Wilson los juzgó inmorales y se negó a reconocer al gobierno del país vecino solo por esa razón.

## Guerra

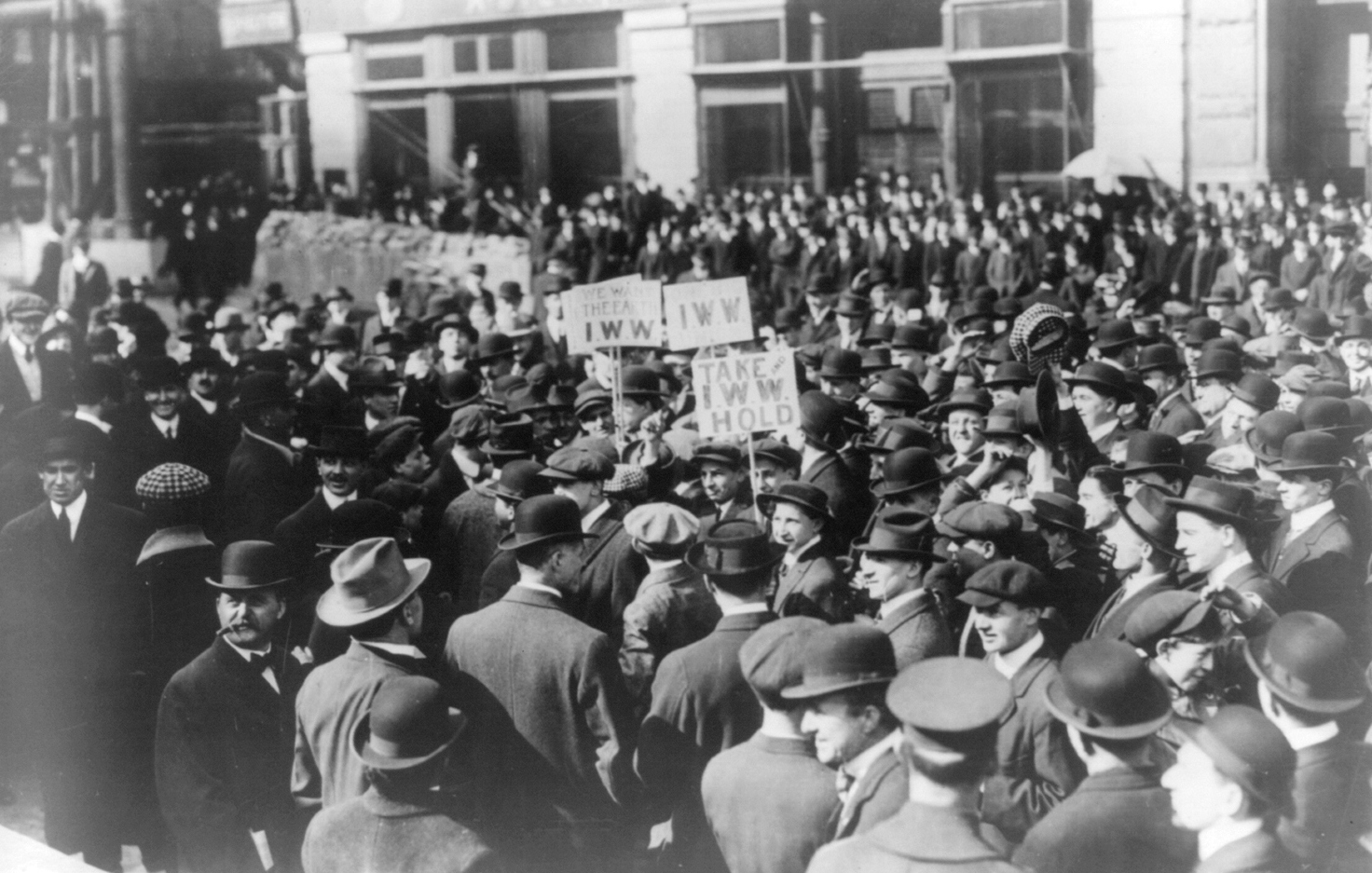
Manifestación solicitando la entrada de Estados Unidos en la Primera Guerra Mundial. Nueva York, 1914

Aunque la era progresista se caracterizó por el apoyo público a intervenir en la Primera Guerra Mundial bajo el liderazgo de Woodrow Wilson, también se produjo una oposición sustancial.

## Declive
En la década de 1940, los historiadores generalmente vieron la era progresista como un preludio del New Deal, y dataron el periodo desde 1901 (cuando Roosevelt llegó a la presidencia) hasta el inicio de la Primera Guerra Mundial en 1914 o 1917. Posteriormente los historiadores hicieron retroceder su origen, enfatizando la importancia de los reformadores progresistas en los municipios y estados durante la década de 1890.

### Fin de la era
Mucho menos resuelta está la cuestión de cuándo terminó la era. Algunos historiadores que hacen hincapié en las libertades civiles, rechazan su finalización durante la Primera Guerra Mundial, y no consideran que la guerra estuviese arraigada en la política progresista. Un fuerte movimiento contra la guerra encabezado por destacados progresistas, incluida Jane Addams, fue suprimido después de la reelección de Wilson en 1916, una victoria en gran parte impulsada por su eslogan de campaña: "Nos mantuvo fuera de la guerra". El eslogan ya no era exacto el 6 de abril del año siguiente, cuando Wilson sorprendió a gran parte de la base progresista que lo eligió dos veces, y solicitó una sesión conjunta del Congreso para declarar la guerra a Alemania. El Senado votó 82-6 a favor; el Congreso estuvo de acuerdo, por 373-50. Algunos historiadores ven la llamada "guerra para poner fin a todas las guerras" como una expresión globalizada del movimiento progresista estadounidense, con el apoyo de Wilson a la Liga de las Naciones como su punto culminante.
La política de la década de 1920 fue hostil hacia los sindicatos y los cruzados liberales en contra de los negocios, por lo que muchos, si no la mayoría de los historiadores que enfatizan esos temas, cierran la era progresista en esta década, dado que los académicos cosmopolitas urbanos abandonaron la corriente progresista dominante, disconformes con el moralismo de la prohibición, la intolerancia de los nativistas y con las actividades del KKK, y por esos motivos no asumieron esta época como continuación de las décadas anteriores. Richard Hofstadter, por ejemplo, en 1955 escribió que la prohibición "fue una pseudo-reforma, un sustituto parroquial y pellizcado de la reforma" que "se extendió en América gracias al virus evangélico rural". Sin embargo, como enfatizó Arthur S. Link, los progresistas no desaparecieron de repente. El argumento de continuidad de Link en los años veinte estimuló una historiografía que consideraba que el progresismo seguía siendo una fuerza potente. Palmer, señalando a líderes como George Norris, afirmó: "Vale la pena señalar que el progresismo, aunque perdió temporalmente la iniciativa política, siguió siendo popular en muchos estados occidentales e hizo sentir su presencia en Washington durante las presidencias de Harding y Coolidge". Gerster y Cords argumentan que, dado que el progresismo era un "espíritu" o un "entusiasmo" en lugar de una fuerza fácilmente definible con objetivos comunes, parece más acertado argumentar que produjo un clima de reforma que duró hasta la década de 1920, si no más allá." Algunos historiadores sociales han postulado que el KKK pudo, de hecho, encajar en la agenda del progresismo, si los miembros del Klan son retratados como "protestantes blancos comunes" interesados principalmente en la purificación del sistema, que durante mucho tiempo fue un objetivo progresista fundamental. Sin embargo, este argumento ignora la violencia y el racismo fundamentales dentro de la ideología y de las actividades del Klan, que no tienen nada que ver con mejorar la sociedad, sino con la aplicación por la fuerza de jerarquías raciales.
Si bien algunos líderes progresistas se convirtieron en reaccionarios, eso solía ocurrir en la década de 1930, no en la década de 1920, como lo ejemplifican William Randolph Hearst, Herbert Hoover, Al Smith y Henry Ford.

### Primer miedo rojo
Tras el período, el rápido cambio social hizo que la revuelta de un trabajador se convirtiera en 1917 en una revolución en Rusia a gran escala. Una oleada en los Estados Unidos de atentados anarquistas con bombas en 1919 convirtió en sospechosos a muchos extranjeros, y el país fue invadido por el temor de una posible revuelta bolchevique para derrocar los valores que Estados Unidos mantenía basados principalmente en el capitalismo. Muchos de los ideales de la era progresista se vieron defraudados, produciéndose redadas, arrestos y persecuciones. Los sindicatos de trabajadores, los socialistas y otras organizaciones se enfrentaron a procesos similares. Junto a estos extranjeros, también fueron perseguidos afroamericanos, judíos, católicos y otros grupos étnicos y religiosos. El gobierno de los Estados Unidos también se vio afectado legalmente, e internamente a partir de enero de 1920, se produjeron 6000 arrestos, con cambios en las políticas gubernamentales mediante los que el gobierno actuó como censor de los medios de comunicación y reprimió la opinión pública sobre el asunto, llegando a usar agresiones físicas o arrestos dudosamente legales y con ciertas libertades civiles despojadas.

### El progresismo empresarial en 1920
Lo que los historiadores han identificado como "progresismo empresarial", con su énfasis en la eficiencia y tipificado por Henry Ford y Herbert Hoover, alcanzó su apogeo en la década de 1920. Wik, por ejemplo, argumenta que "las opiniones de Ford sobre la tecnología y la mecanización de la América rural en general eran ilustradas, progresistas y, a menudo, muy adelantadas a su época".
Tindall destaca la continua importancia del movimiento progresista en el sur en la década de 1920, relacionado con una democracia más consolidada, un gobierno eficiente, regulaciones corporativas, justicia social y servicios públicos gubernamentales. William Link encuentra que el progresismo político era dominante en la mayor parte del sur en la década de 1920. Asimismo, fue influyente en el medio oeste.
Los historiadores de las mujeres y de los jóvenes enfatizan la fuerza del impulso progresista en la década de 1920. Las mujeres consolidaron sus logros después del éxito del movimiento sufragista y se movieron hacia causas como la paz mundial, el buen gobierno, la atención materna (la Ley Sheppard-Towner de 1921), y el apoyo local a la educación y la salud pública. Su incorporación al empleo no llenó tantas primeras páginas como la cruzada del sufragio, pero las mujeres votaron y actuaron de manera silenciosa y efectiva. Paul Fass, hablando de la juventud, dice: "El progresismo como un ángulo de visión, como un enfoque optimista de los problemas sociales, estaba muy vivo". Las influencias internacionales que desataron muchas ideas de reforma también continuaron en la década de 1920, cuando las ideas estadounidenses de modernidad comenzaron a influir en Europa.
Hacia 1930, un bloque de republicanos progresistas en el Senado instaba a Hoover a tomar medidas más enérgicas para combatir la depresión. Había alrededor de una docena de miembros de este grupo, incluidos William Borah de Idaho, George W. Norris de Nebraska, Robert M. La Follette Jr., de Wisconsin, Gerald Nye de Dakota del Norte, Hiram Johnson de California y Bronson M. Cutting de Nuevo México. Si bien estos republicanos occidentales podían suscitar problemas, rara vez podían forjar una mayoría, ya que eran demasiado individualistas y no formaban un grupo unido. El propio Hoover se había movido bruscamente hacia la derecha, prestando poca atención a sus ideas liberales. En 1932, este grupo se estaba orientando hacia el apoyo al New Deal de Roosevelt. Siguieron siendo firmes aislacionistas, profundamente opuestos a cualquier participación en Europa. Sin embargo, fuera del Senado, una gran mayoría de los progresistas sobrevivientes de la década de 1910 se habían convertido en oponentes conservadores de la planificación económica del New Deal.

## Líderes progresistas notables
- Jane Addams, reformador social
- Susan B. Anthony, sufragista
- Robert P. Bass, político de Nueva Hampshire
- Charles Beard, historiador y experto en ciencias políticas
- Louis Brandeis, juez del Tribunal Supremo
- William Jennings Bryan, candidato Demócrata en 1896, 1900, 1908; Secretario de Estado
- Lucy Burns, sufragista
- Andrew Carnegie, magnate del acero, filántropo
- Carrie Chapman Catt, sufragista
- Winston Churchill, escritor (no el político británico)
- Herbert Croly, periodista
- Clarence Darrow, abogado
- Eugene V. Debs, socialista, activista político, sindicalista, y cinco veces candidato del Partido Socialista a la presidencia de los Estados Unidos
- John Dewey, filósofo
- W. E. B. Du Bois, erudito de color
- Thomas Alva Edison, inventor
- Irving Fisher, economista
- Abraham Flexner, educador
- Henry Ford, fabricante de automóviles
- Henry George, escritor sobre política económica
- Charlotte Perkins Gilman, feminista
- Susan Glaspell, playwright, novelista
- Emma Goldman, anarquista, filósofo, escritor
- Lewis Hine, fotógrafo
- Charles Evans Hughes, hombre de estado
- William James, filósofo
- Hiram Johnson, Gobernador de California
- Mary Harris "Mother" Jones, activista
- Samuel M. Jones, político, reformador
- Florence Kelley, abogado de menores
- Robert M. La Follette, Sr., Gobernador de Wisconsin
- Fiorello La Guardia, Congresista por New York y alcalde de la ciudad
- Walter Lippmann, jornalista
- Hermanos Mayo, medicina
- Fayette Avery McKenzie, sociólogo
- John Mott, líder del YMCA
- George Mundelein, líder católico
- Alice Paul, sufragista
- Ulrich B. Phillips, historiador
- Gifford Pinchot, conservacionista
- Walter Rauschenbusch, teólogo del evangelio social
- Jacob Riis, reformador
- John D. Rockefeller, Jr., filántropo
- Theodore Roosevelt, Presidente de los Estados Unidos
- Elihu Root, hombre de estado
- Margaret Sanger, activista del control de natalidad
- Anna Howard Shaw, sufragista
- Upton Sinclair, novelista
- Albion Small, sociólogo
- Ellen Gates Starr, socióloga
- Lincoln Steffens, reportero
- Henry L. Stimson, hombre de estado
- William Howard Taft, Presidente de los Estados Unidos
- Ida Tarbell, reportera de investigación
- Frederick Winslow Taylor, experto en eficiencia
- Frederick Jackson Turner, historiador
- Thorstein Veblen, economista
- Lester Frank Ward, sociólogo
- Ida B. Wells, líder negra
- Burton Kendall Wheeler, político de Montana
- Woodrow Wilson, Presidente de los Estados Unidos

### Ensayos y otras fuentes documentales
- Buenker, John D., John Chynoweth Burnham, and Robert Morse Crunden. Progressivism (Schenkman Books, 1977). online
- Buenker, John D., and Edward R. Kantowicz, eds. Historical dictionary of the Progressive Era, 1890–1920 (Greenwood, 1988).
- Cocks, Catherine, Peter C. Holloran and Alan Lessoff. Historical Dictionary of the Progressive Era (2009)
- Dawley, Alan. Changing the World: American Progressives in War and Revolution (2003)
- Diner, Steven J. A Very Different Age: Americans of the Progressive Era (1998)
- Flanagan, Maureen. America Reformed: Progressives and Progressivisms, 1890s–1920s (2007)
- Glad, Paul W. "Progressives and the Business Culture of the 1920s," Journal of American History, Vol. 53, No. 1. (June 1966), pp. 75–89.  JSTOR 1893931

- Gould, Lewis L. America in the Progressive Era, 1890–1914" (2000)
- Gould Lewis L. ed., The Progressive Era (1974)
- Hays, Samuel P. The Response to Industrialism, 1885–1914 (1957),
- Hofstadter, Richard, The Age of Reform (1954), Pulitzer Prize
- Jensen, Richard. "Democracy, Republicanism and Efficiency:  The Values of American Politics, 1885–1930," in Byron Shafer and Anthony Badger, eds, Contesting Democracy: Substance and Structure in American Political History, 1775–2000 (U of Kansas Press, 2001) pp. 149–80; online version
- Kennedy, David M. ed., Progressivism: The Critical Issues (1971), readings
- Kloppenberg, James T. Uncertain victory: social democracy and progressivism in European and American thought, 1870–1920 1986 online at ACLS e-books
- Lasch, Christopher. The True and Only Heaven: Progress and its Critics (1991)
- Lears, T. J. Jackson. Rebirth of a Nation: The Remaking of Modern America, 1877-1920 (2009)
- Leuchtenburg, William E. "Progressivism and Imperialism: The Progressive Movement and American Foreign Policy, 1898–1916," The Mississippi Valley Historical Review, 39#3  (1952), pp. 483–504. JSTOR 1895006

- Link, William A.  The Paradox of Southern Progressivism, 1880–1930 (1992) online
- Mann, Arthur. ed., The Progressive Era (1975) excerpts from scholars and from primary sources
- McGerr, Michael. A Fierce Discontent: The Rise and Fall of the Progressive Movement in America, 1870–1920 (2003)
- Mowry, George. The Era of Theodore Roosevelt and the Birth of Modern America, 1900–1912. (1954) general survey of era
- Noggle, Burl. "The Twenties: A New Historiographical Frontier," The Journal of American History, Vol. 53, No. 2. (Sep., 1966), pp. 299–314. JSTOR 1894201

- Painter, Nell Irvin. Standing at Armageddon: The United States, 1877-1919 (1987)
- Pease, Otis, ed. The Progressive Years: The Spirit and Achievement of American Reform (1962), primary documents
- Rodgers, Daniel T.  Atlantic Crossings: Social Politics in a Progressive Age (2000). stresses links with Europe online edition
- Solty, Ingar. "Social Imperialism as Trasformismo: A Political Economy Case Study on the Progressive Era, the Federal Reserve Act, and the U.S.'s Entry into World War One, 1890–1917", in M. Lakitsch, Ed., Bellicose Entanglements 1914: The Great War as a Global War (LIT, 2015), pp. 91–121.
- Thelen, David P. "Social Tensions and the Origins of Progressivism," Journal of American History 56 (1969), 323–41
- Wiebe, Robert. The Search For Order, 1877–1920 (1967).
- Young, Jeremy C. The Age of Charisma: Leaders, Followers, and Emotions in American Society, 1870-1940 (2017)

### Presidentes y políticos
- Beale Howard K. Theodore Roosevelt and the Rise of America to World Power. (1956).
- Blum, John Morton. The Republican Roosevelt. (1954). Serie de ensayos que examinan cómo TR hizo política.
- Brands, H.W. Theodore Roosevelt (2001).
- Clements, Kendrick A. The Presidency of Woodrow Wilson (1992).
- Coletta, Paolo. The Presidency of William Howard Taft (1990).
- Cooper, John Milton The Warrior and the Priest: Woodrow Wilson and Theodore Roosevelt. (1983).  accesible en línea; una biografía dual
- Cooper, John Milton Woodrow Wilson: A Biography (2009), una biografía académica estándar
- Dalton, Kathleen. "Changing interpretations of Theodore Roosevelt and the Progressive era." in Christopher M. Nichols and Nancy C. Unger, eds A Companion to the Gilded Age and Progressive Era (2017): 296-307.
- Edwards, Barry C. "Putting Hoover on the Map: Was the 31st President a Progressive. (1975). Congress & the Presidency 41#1 (2014) pp 49-83 online
- Gould, Lewis L. The Presidency of Theodore Roosevelt (1991). Breve biografía académica; online free
- Harbaugh, William Henry. Power and Responsibility The Life and Times of Theodore Roosevelt (1961),Una biografía académica estándar que enfatiza la política. accesible en línea
- Harrison, Robert. Congress, Progressive Reform, and the New American State (2004).
- Hofstadter, Richard. The American Political Tradition (1948), ch. 8–9–10.
- Kolko, Gabriel (1963). The Triumph of Conservatism: A Reinterpretation of American History, 1900-1916. New York, NY: The Free Press.
- Link, Arthur S. Woodrow Wilson and the Progressive Era, 1910–1917 (1972) Una historia política estándar de la época.en línea
- Lurie, Jonathan. William Howard Taft: The Travails of a Progressive Conservative (2011)
- Morris, Edmund Theodore Rex. (2001), biografía a través de las portadas de T. Roosevelt 1901–1909
- Mowry, George E. Theodore Roosevelt and the Progressive Movement. (1946). accesible en línea
- Pestritto, R.J. "Woodrow Wilson and the Roots of Modern Liberalism." (2005).
- Rothbard, Murray N. The Progressive Era (2017), interpretación libertaria
- Sanders, Elizabeth. Roots of Reform: Farmers, Workers and the American State, 1877–1917  (1999).

### Estado, local, género, etnia, negocio, trabajo, religión
- Abell, Aaron I. American Catholicism and Social Action: A Search for Social Justice, 1865–1950 (1960).
- Bruce, Kyle and Chris Nyland. "Scientific Management, Institutionalism, and Business Stabilization: 1903–1923" Journal of Economic Issues, Vol. 35, 2001. JSTOR 4227725

- Buenker,  John D. Urban Liberalism and Progressive Reform (1973).
- Buenker,  John D. The History of Wisconsin, Vol. 4: The Progressive Era, 1893–1914 (1998).
- Feffer, Andrew. The Chicago Pragmatists and American Progressivism (1993).
- Frankel, Noralee and Nancy S. Dye, eds. Gender, Class, Race, and Reform in the Progressive Era (1991).
- Garrigues, George. "Marguerite Martyn: America's Forgotten Journalist," City Desk Publishing (2018)
- Hahn, Steven. A Nation under Our Feet: Black Political Struggles in the Rural South from Slavery to the Great Migration  (2003).
- Huthmacher, J. Joseph. "Urban Liberalism and the Age of Reform" Mississippi Valley Historical Review 49 (1962): 231–41, emphasized urban, ethnic, working class support for reform JSTOR 1888628

- Link, William A. The Paradox of Southern Progressivism, 1880–1930 (1992).
- Maxwell, Robert S. La Follette and the Rise of the Progressives in Wisconsin. Madison, Wis.: State Historical Society of Wisconsin, 1956.
- Montgomery, David. The Fall of the House of Labor: The workplace, the state, and American labor activism, 1865–1925 (1987).
- Muncy, Robyn. Creating A Feminine Dominion in American Reform, 1890–1935 (1991).
- Lubove, Roy. The Progressives and the Slums: Tenement House Reform in New York City, 1890–1917 Greenwood Press: 1974.
- Pollack, Norman (1962). The Populist Response to Industrial America: Midwestern Populist Thought. Cambridge, MA: Harvard University Press.
- Recchiuti, John Louis.  Civic Engagement: Social Science and Progressive-Era Reform in New York City (2007).
- Stromquist, Shelton. Reinventing 'The People': The Progressive Movement, the Class Problem, and the Origins of Modern Liberalism, (U. of Illinois Press, 2006). ISBN 0-252-07269-3.
- Thelen, David. The New Citizenship, Origins of Progressivism in Wisconsin, 1885–1900 (1972).
- Wesser, Robert F. Charles Evans Hughes: politics and reform in New York, 1905–1910 (1967).
- Wiebe, Robert. "Business Disunity and the Progressive Movement, 1901–1914," The Mississippi Valley Historical Review, 44#4 (1958), pp. 664–85. JSTOR 1886602